# コマーシャルメッセージ
コマーシャルメッセージ（英: Commercial Message）とは、商業的なメディア（民間放送局など）を通じて消費者に向かって伝えられる広告的なメッセージである。この項目では特に放送における広告について記述する。
英語圏ではCMを含む広告全般を（看板・ダイレクトメール・出版・放送・インターネットなど）を総じてアドヴァタイジング (advertising)、略してアド (ad) と呼ぶのが一般的である。辞書によっては「commercial message」は和製英語であると指摘している。テレビで流される広告は、英語では主にテレビジョン・アドヴァタイズメント (television advertisement) といい、特にアメリカ英語ではテレビジョン・コマーシャル (television commercial)、略する場合はコマーシャル (commercial)。イギリス英語の略称ではアドヴァート (advert) ともいう。
日本語ではコマーシャルと略すこともあり、アルファベットを使う略語ではCMと表記しシーエムと発音し、あるいは、CF（commercial filmの略）とも表記される。その他、お知らせという言葉が（特にラジオ番組で）使用されることもある。以下、本文中に於いても必要に応じてCMと略記する。

## 概要
広告は看板や紙媒体などで行われていたが、1922年からラジオ放送で、1941年にテレビ放送で、広告が放送されるようになった。また映画など様々なメディアをミックスしてCMが流されるようになり、2000年ころから、またスマートフォンが普及した2010年代ころからは特に、Youtubeなどのインターネット上の動画メディアの広告全般も含めて指すことが一般的になった。
民間放送局にとっては、広告料収入は収益のかなりの部分を占める。

## 歴史
ラジオCMの歴史
ラジオがまだ新しいメディアであった1922年、ニューヨークラジオ局WEAF（現：en:WQHT）が最初のラジオ広告を放送した。10分間の広告で、内容的にはQueensboro Corporationがジャクソンハイツで売り出したアパートの宣伝をするものだった。同社は合計50分の放送に対して50ドルの料金を払った。これは現在の貨幣価値に換算すると900ドルを少し超える額に相当する。
テレビCMの歴史

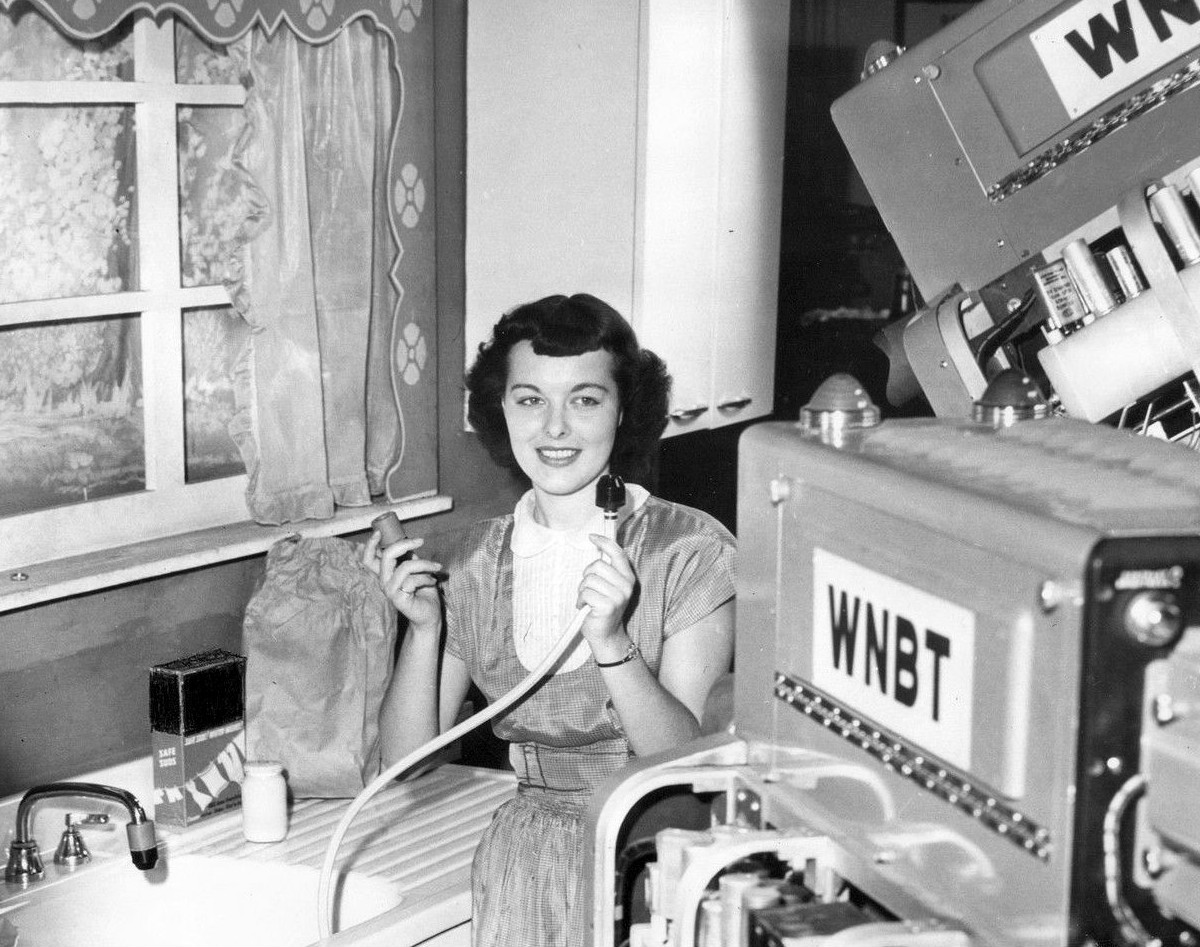
生コマーシャルの放送風景（アメリカ合衆国WNBT、1948年）

テレビCMは1941年に遡る。まだテレビが新しいメディアだった1941年に、時計会社のブローバが、テレビのローカルチャンネルでブルックリン・ドジャースの試合の放送前に10秒の広告を流した。それへの視聴者からの反応があったようだと気付いたen:Gimbelsデパートやファイアストン・タイヤなども、この新しいメディアで広告を流す時が来たと判断してテレビ広告を使い始めた。
第二次世界大戦が始まると、アメリカ合衆国内では戦争に注力しようとするために、上述のような広告は中止された。だが、戦後しばらくすると同種の広告は復活した。テレビの普及の時期とテレビCMの活発化の時期は重なっている。1948年ではアメリカ人の1パーセント以下しかテレビ受像機を所有していなかった。ところが、それから6年のうちに普及率が跳ね上がり、ほぼ1/3のアメリカ人がテレビ受像機を所有するようになったのである。テレビ受像機購入のブームにより、テレビ広告を流すことも一般化し、その結果en:American Association of Advertising Agenciesによる規制が行われるようになった。
日本国内
#日本のCMの歴史を参照

## 内容、制作者、テイスト、手法
スポンサーが消費者へ向けて、以下のような内容を提示し、訴求する。
- 企業名
- 商品名またはサービス名
- 特長、価格、販売場所や日時、キャッチコピー、スローガン

CMはスポンサー自身が制作する場合、放送局やその系列の"プロダクション"が制作する場合、専門のプロダクションが制作する場合がある。それらを広告代理店が仲介する。制作に関わる体制や技術は後述。
手法はCMの種類によりかなり異なる。
たとえば、この世界、この世の中を本当に良くすることを目的としたACジャパンの公共広告では、この社会で行われていることの何が問題で、我々がどのような行動をすることが望ましいのかわかるようなCMが制作され、落ち着いた調子の広告が制作されることが多い。
一方、広告主が自社の利益のことばかり考える商業主義的なCMでは、広告主は、つまるところは自社の売上や利益を伸ばすことばかり考え、自社名や自社製品が聴取者・視聴者の印象に残るように、キャッチーな音楽、人目を引くビジュアル、印象的なキャッチフレーズ、ドラマ仕立てのシナリオ、ナレーション、あるいは、露骨な商品名の連呼などを用いて、ともかく聴取者・視聴者の意識・無意識に刷り込んでやろうと工夫をこらすようにCM制作者に求めがちである。インターネットの普及以降は、「○○（商品名や企業名など）で検索!」とインターネット検索をうながしネット上の広告へと繋ぐ手法も出てきている。各手法は後述。こうしたCM制作の現場は、作曲家・作詞家、コピーライター、映像監督、俳優、歌手、放送タレントなど、クリエイターやアーティストの登竜門となった。
なお広告宣伝業界では、Beauty（＝美女）、Beast（＝動物）、Baby（＝乳幼児）の「3B」と呼ばれるモチーフを用いることが経験的に有効な手法として定着している。これら「3B」は人間の心理上、漠然と物を見ているときにも目に留まりやすい事物であり、CMの限られた秒数内で注目させ、企業・商品・サービスの好感度を上げることができると考えられている。

## CMの種類
CMには様々な分類法がある。以下の事例はとりあえず日本を例に取ったが、ゆくゆくは海外の例も挙げると良い。
契約別の分類
- タイムCM - 番組の枠内で放送されるCM。CMを放送したい番組を指定した契約。契約期間は原則2クール（6ヶ月）。企業（広告主）が個別の番組のスポンサーとして放送するCM。タイムCMには、"提供表示" と "PT"（Participating commercial）がある。放送時間は30秒、60秒、90秒以上。4月からのタイムCMの契約は、1月下旬までにほぼ決まる。
- スポットCM - 番組と番組の間の時間帯＝ステーションブレイク（Station break、SB、ステブレ）で放送される単発のCM。番組を指定せず、定められた時間に放送する契約。契約期間は、短期契約であり最短で1周間契約からあり、2周間や1ヶ月などの契約期間は自由。主に、期間限定のキャンペーンの紹介、新商品の認知度アップ、イベント類の集客のために使われている。時間帯は指定できるが、番組の指定はできず、単局（ローカル局）単位での買い付け。CMの長さは15秒から。放送の数週間前に契約する。

放送方法別の分類
- 生コマーシャル
- 収録素材によるCM
  - 録音CM
  - 録画CM

収録ソース別の分類
- CF
- VTR-CM
- カードCM - テロップカードの静止画によるもの
  - スライドCM - 上記のカードを複数連続で送出するもの

放送タイミングによる分類
- パーティシペーション（略称：PT 以下同じ） - パーティシペーシング・コマーシャルとも。ある番組の枠内で放送される、提供スポンサーでない事業者のCM
- カウキャッチャー（CC） - 番組開始クレジット直前に送出されるもの
- ヒッチハイク（HH） - 終了クレジット直後に送出されるもの

広告内容による分類
- 商品およびサービスの広告
- 社告
- お詫び広告 - 後述

スポンサーの種類による分類
- 企業広告
- 公共広告

放送媒体による分類
- ラジオCM
- テレビCM

## 海外におけるCM

### 海外のCM事例
多くの欧米諸国では視聴料金を支払ってテレビを見ることが一般的であるため、テレビCMを流さない放送局もある。多くの欧米諸国とは異なりイギリスでは有料放送を主体とする衛星放送やケーブルテレビに対して無料の地上波放送の存在感が大きいことが特徴となっている。イギリスには主要なテレビ局として英国放送協会（BBC）やITV、Channel4、Channel5などのテレビ局がある。
このうち英国放送協会（BBC）は免許料（NHKの受信料に相当）収入を軸とする公共放送である。また、Channel4は公共放送局であるがCM収入で運営されている。アメリカの公共テレビ局PBSなど、地上波民間放送局であってもテレビCMを流さないもの、ケーブルテレビの一部のコミュニティチャンネルなど、広告収入も契約料収入もないものなどがある。
海外は、国営放送局などの公共放送局であってもテレビCMを流し、広告収入を得ている場合がある。
世界的に見て5 - 30秒の短いテレビCMが主流なのは、日本と一部の周辺国のみである。
アメリカやヨーロッパのCM1本あたりの時間は分単位が多い。ヨーロッパ各国の深夜番組でのアダルト電話音声の広告は5秒広告も決して少なくない。
日本は、1つのテレビCMが終わると、すぐ次のテレビCMが流れることがほとんどだが、欧米はテレビCMとテレビCMの間、テレビCMと番組の間に黒バックのフェード効果が挿入されている場合が多い。
アジアでも大韓民国は日本と同様、CM同士の間にフェード効果は挿入されていないが、番組とCMの間にクロスフェードあるいは黒バックのフェード効果が挿入されることが多い。タイのテレビは、かつてはCMから次のCMに切り替わる際、フェード効果を挟まずに0.5秒程度黒バック画面が挿入されていたが、2015年時点でさらに短く0.1秒程度の黒バック画面が、挿入されたり挿入されなかったりすることもある。

### 海外のCM規制
欧米では子供向け番組のテレビコマーシャルの規制が厳しく、同一番組中に同一CMを2度流すことやコマーシャルの本数に関する規制がある。
フランスなど一部の国は、CM枠開始時と終了時にアイキャッチが入る。フランスは、法律で番組本編とCMの間にCMの告知を挟むことを義務づけている。香港、台湾などの中華圏の国でもフランス同様CM枠開始時、終了時にアイキャッチが挿入される。
韓国は番組本編中のテレビCMは、同国の放送法施行令により禁止されている。スポンサー名を出すのは構わないが、スポーツ中継を除き、会社ロゴも、宣伝となりうる看板や商品にあるロゴすらも、取り決めで規制しているので、放送中の広告に関わった企業に関しては、本編終了後に企業名をロゴタイプで表記する必要がある。
テレビCMは番組の本編開始前と本編終了後にまとめて放送する。その代わり、30分以上の一部の番組で一定の時間になると画面右下に現在放送中の番組のタイトルロゴが数秒表示される。かつては全ての番組において一定の時間になると画面下に表示されていた。
朝のニュース情報番組や選挙開票特番や映画など、番組が2時間を超える場合は、番組を第1部、第2部に区切って別番組扱いとし、30分 - 1時間ごとにCMを放送している。2018年から2020年までに製作された企業CMの放送自体が無いKBS第1TVを除いた韓国ドラマの新作は、1話2部構成を採っており、1部あたり35分での編成となっていた。テレビショッピングはそれ自体が宣伝なので例外である。
中国は、かつてはCM前後にアイキャッチが挿入されていたが2012年から韓国同様に本編中にテレビCMを流すことを禁止にした。番組のタイトルロゴは画面右下に常時表示される。ただし韓国とは違い、2時間を超える番組で第1部、第2部と区切って別番組扱いすることはなく、開始から終了までストレートに放送する。
アメリカ合衆国にはテレビCMの音量を規制する法律として商業広告音量軽減法(英語: Commercial Advertisement Loudness Mitigation Act;CALM法)がある。この法律ではテレビCMの音量がそのCMが放送される番組の平均音量を超えないことを義務化している。また見えない規制としてポリティカル・コレクトネスが存在する。

## 日本におけるCM

### 日本のCM法制
CMは放送法において「広告放送」の語で呼ばれる。放送法83条・90条において、日本放送協会（NHK）および放送大学は通常の意味でのCMを放映することを禁止されている。

ただし、83条の2・90条の2において「他人の営業に関する広告のためにするものでないと認められる場合において、著作者又は営業者の氏名又は名称等を放送することを妨げるものではない」との規定もあり、NHKでもトーク番組でゲストのタレントが過去に出演したCMを紹介する形で放映したことがあったほか、一部の公共広告や社会的なキャンペーンの告知が放映されることは禁じられていない。NHKではこの他にも、NHK出版のテキストやNHKが主催する美術展やコンサートの告知、受信料支払いの啓発、NHKオンデマンド・NHKプラスの紹介、番宣などが行われている。

### 日本におけるCMの契約体制
地上波放送局、地上民放系BSデジタル局、ラジオ放送局を含む日本の民間放送局は、CMを放送することを通じ、広告主（スポンサー）から広告料および番組の製作費を「提供」されることで利益を得ている。広告収入は、番組の制作・購入費の主要な財源でもある。インターネット普及以降、インターネットで番組コンテンツを配信（インターネットラジオ・インターネットテレビ）する事業者も、番組内でCMを流していることがある。
視聴に際して視聴者が料金を支払う必要があるケーブル放送や、衛星放送（スカパー!、WOWOWなど）の一部では、契約料収入で費用をまかなうため、テレビCMを放映しない場合もある。

#### 日本におけるCMの放送方法
CMは、いくつかを連続させた「CM枠」単位で放送される。
通常、タイムCMは、番組の放送枠内において、番組本編を中断して放送することが慣例となっている。これは番組を放送するための必要経費をスポンサーを通じて回収するという商業取引上の目的があるためである。
CMを挟まずに番組本編が放送されることは、とりわけ地上波の民間放送では極めてまれで、番組の制作経緯によってスポンサーの理解が得られた場合（下記#CMが放送されなかった番組参照）や、重大な災害などが発生して長時間の報道特別番組が組まれた場合（下記#CMが放送されなかった日参照）などに限られる。
日本民間放送連盟（民放連）では、放送基準148条において、週ごとの総放送時間中におけるテレビCMの放送量の基準を、比率にして「18%以内」に設定している。この総量規制は「限度」として1975年10月1日の改正によって設けられたが、2016年の放送基準改正で「限度」の表現は「標準」に改められている。
テレビCMにおいて、ニュース速報などの字幕スーパーや、放送局名を示すチャンネルロゴ表示をCM中に表示することは基本的にない。ただし、朝の時間帯や00分のカウキャッチャーCMにおいて、時刻表示のスーパーが表示される場合がある。
テレビ放送において、災害時の関連情報（台風・土砂災害・地震など）に用いられるL字型画面や常時表示のスーパーを表示している時は、CM中は挿入を一旦停止する。ただし、警報レベルの災害情報のうち、
1. 「緊急地震速報が出された場合」
2. 「南海トラフ地震臨時情報が出された場合」
3. 「おおむね震度5弱以上の地震が起きた場合」
4. 「地震に伴う津波警報、大津波警報が発表された場合」
5. 「その他、緊急を要する場合」

に該当する場合はCM中でもその情報を入れることがある。この運用態勢はあくまで各放送局の基準にのっとったものであり、地域や各放送局によって運用に差がある。

#### 日本におけるCMの販売単位
CM1本あたりの放送時間の変遷について述べる。日本で民間放送が開始された当初は生コマーシャルが主流であり、その特性上記録が残っていないものの、すべて1分から2分の長尺であったと考えられている。後述の黎明期の録音・録画CMは60秒ないし30秒で制作されており、やがてこの60秒枠・30秒枠（ラジオでは20秒枠も）がスポットCMの販売単位として定着する。
30秒が基本であった販売単位がはじめて15秒に切り詰められたのは1961年秋であった。さらに翌年の1962年、テレビにおいて、無音のテロップカード1枚送出に限られていた5秒CMで、音声・動画を伴わせることが認められ、限られた時間の中で突飛なキーワードを発するなどの、これまでになかった型のCMが次々制作され、流行語の源泉となった（後述）。
しかし過激化が進んで視聴者が離れることで広告効果が薄れ、制作側の消耗も激しく、「低俗化」との批判も受け、1965年10月にTBSテレビがAタイム（19時から21時）での5秒枠の販売を停止したのをきっかけに、5秒CMの制作数は急激に減少した。このような経緯を経て、15秒枠が日本のCM時間のスタンダードとなり、長尺として30秒・60秒が用いられるにいたった。
民放連では、放送基準151条においてテレビのスポットCMの標準時間目安を5秒・10秒・15秒・20秒・30秒・60秒と定めている。ラジオのCMについては、民放連放送基準は標準時間の申し合わせ項目を設けていないが、5秒・20秒・40秒・60秒のいずれかであることがほとんどで、そのうち20秒のものが非常に多い。
テレビCMの場合、スポットCMでは15秒単位、タイムCMでは30秒単位での販売となっている（例外もある）。通常、ネットワークセールスのテレビ番組内において、タイムCMのみ、スポットCMのみをそれぞれ流すように枠を分けるようにしているが、TBS製作の一部全国ネットバラエティ番組のように、CM枠の前半にタイムCM、後半にスポットCMを配置している例もある。
60秒で製作したCMは、全国ネット番組のタイムCMでよくみられる。1970年代までは関西ローカルCMのパルナス製菓など、60秒のスポットCMも存在した。
1960年代前半に多数制作された5秒CMは、それ以降も地方局で細々と見られていたが、2011年以降からやはり地方局で本数が増えるようになり、スポットCMにおける15秒単位での契約枠で3本に分散させて放送している。百貨店・ショッピングセンター・スーパーマーケットなどの大型量販店（デパートメントストア）における割引セールやポイントアップキャンペーンの広告活動が殆どである。5秒CMの方が製作費を削減できることから、それらの一環で中小店舗を中心とした一般企業のCMもそれなりにある。これら全てが製作地域のローカルCMとして製作されており、5秒CMが民放3局以下の地域などを中心に禁止されている事への配慮により、全国放送の5秒CMは存在していない。

#### 日本におけるスポンサーの傾向
テレビCMは、市場シェアの大きな全国規模の大手消費者向け製造業（食品、医薬品、自動車、化粧品、家電製品、時計、衣料品など）、大手小売業（大手スーパーマーケット、大型家電量販店チェーンなど）の物が多い。ローカル局は、より地元の企業のコマーシャルも流れる。ラジオCMは、テレビの業種に加え、より狭い地域に展開する小売店、食品メーカー、大学など、知名度の低い企業の物もある。
商品や企業の宣伝広告ではなく、開催予定のイベントの実施あるいは中止などの情報を伝えるCMもある。
災害に際し、民間事業者が商品でなく、被災者に役立つ情報を緊急に流す例が見られる。東日本大震災に際し、電機メーカー各社が電力不足を受けて節電方法を紹介する内容の、トヨタ自動車など自動車メーカー各社が災害発生時の安全運転や省燃費のための運転方法を紹介する内容の、移動通信各社が災害伝言ダイヤルの利用法を伝える内容の、社告形式のCMをそれぞれ放映した。住宅メーカー各社や、生命保険・損害保険各社は、被災者へのお見舞いと顧客対応窓口のフリーダイヤルを案内するCMを放映した。
企業CMのほか、政府・官庁による政府広報、地方自治体のPR、ACジャパンなどの公共広告団体によるキャンペーンCMもある。
衆議院・参議院の選挙開催期間中に政党・政治団体のCMがスポットで頻繁に放送されるが、比例代表選出選挙の政見放送はNHKでしか行われないことが多い（地域によっては30分程度放送される民放テレビ局もある）ため、事実上その代わりとして行われていると見なせる。
CM枠において、放送局自身による番組プログラムのPR（番組宣伝。「番宣」と略）がある。広義的にはコマーシャルの一種だが、商取引が発生していないため、実態としてはフィラーである。

### 日本のCMの歴史
技術的側面については下記の「#日本のCM技術」節で述べる。

#### 戦前
日本は、ラジオ放送の開始に際し、逓信省の省議決定「放送用私設無線電話ニ関スル議案」によって、あらかじめ広告放送を禁止されたほか、1920年代の黎明期から1951年まで、民間企業でなく、公共事業体であるNHKによる運営のみ認可され、そのNHKが聴取料収入によって運営されていた事情もあり、ラジオCMが試みられたことはなかった。
このため、広告放送は本土以外で試みられた。第二次世界大戦終結まで日本の統治下にあり、別組織の台湾放送協会がラジオ放送を独占していた台湾では、1932年6月14日または15日から数か月間、演芸番組の制作費を調達するため、試験的に「間接広告放送」を実施したことがある。これは放送本編と別にCMを製作せず、番組冒頭および終了時にスポンサー名をアナウンスするという形であったと考えられている。スポンサー第一号は丸美屋食料品研究所または味の素本舗だったとされている。実施後まもなく、広告メディアとしての競合を危惧した日本新聞協会が6月27日に広告放送反対を決議した上で、当時の拓務大臣を通じて広告放送の中止を台湾総督府へ訴えたことで、台湾放送協会では7月19日に新規広告契約の停止と年内での広告放送中止が決定されて、「間接広告放送」の放送は12月2日が最後となった。
また、日本の政財界の影響下にあった満州国の満洲電信電話でも、1936年11月1日から約3年半にわたって、日本語および満語での広告放送が実施された。このときは台湾で実施された「間接広告」に加え、「直接広告」と呼ばれる、アナウンサーが広告コピーを読み上げる生コマーシャルの形式でも行われた。この「直接広告」は、番組本編を中断する形でなく、広告をまとめて放送するための専用の番組枠を設けての実施だった。1940年4月、日中戦争の激化にともなう経済統制のため、広告で扱う品目が大幅に制限され、やがて放送の自粛にいたった。この満洲電信電話で放送広告にたずさわった人材の多くが戦後の引き揚げ後、新興の民間放送局や広告代理店に移り、CMの契約および制作に関するノウハウを伝えたと考えられている。

#### 戦後昭和
戦後、民間放送が解禁された。民間放送の開始日、1951年9月1日には、スポンサー・広告に関わるさまざまな日本（本土）初が続いた。上記にかんがみ、広告主の名称を読み上げるアナウンスを広義のCMに含んだ場合、最初にアナウンスされたスポンサーは中部日本放送が開局アナウンス25分後の6時55分から放送した「服飾講座」における、毛織物店「五金洋品」である。音声記録は残っていない（CBCは、五金洋品は「提供のみで、コマーシャルは流さなかった」としている）が、当然、提供スポンサーを示すアナウンスを行ったはずであり、民間放送における公表スポンサー第一号ではある。CBCラジオは、同日の朝7時には精工舎によるスポンサー付き時報の第一号放送も行っている。時計のリズミカルな音による予報音に続き通知音とともに「精工舎の時計が、ただ今、7時をお知らせしました」と報ずるものである（CBCでは、この時報を「コマーシャル第1号」としている）。同日正午には、開局アナウンスを行ったばかりの新日本放送でも精工舎の時報が放送された。
最初に放送されたスポットCMは、同日の12時15分過ぎに新日本放送（CBC同様、開局日である）で60秒間放送された「スモカ歯磨」のラジオCMとされる。このCMは、ほかのCMが単なる広告コピーの読み上げであったのに比べ、ドラマ仕立ての演出がされていて耳を引いたとされ、まとまった作品としてのCMと認められることから第一号とみなされている。
日本最初の（放送における）コマーシャルソングは、同年9月7日にCBCラジオで初放送された小西六のCMにおける『ボクはアマチュア・カメラマン』である（異説もある。コマーシャルソング#歴史を参照）。

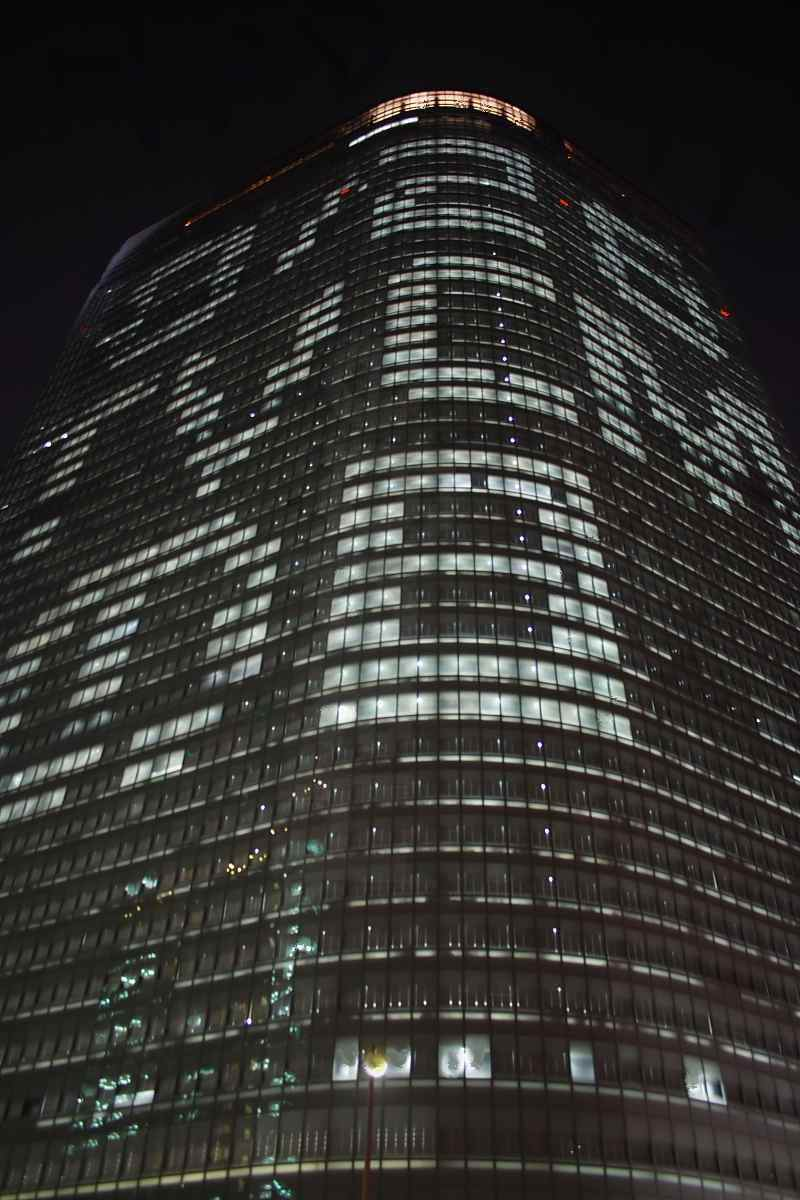
窓文字による「CMの日」＝8月28日の宣伝（電通本社ビル、2005年）

日本最初のテレビCMは日本テレビの開局日・1953年8月28日正午直前に放映された、精工舎の時報CMである。これはあらかじめフィルムに録画したアニメーションと実写の組み合わせによるCMであったが、スタッフが放送機材の操作に慣れていなかったため、フィルムを裏返しにした状態で放送してしまった。このため時計の画像は左右逆、かつフィルムの場合、映像の左側に音を再生するためのサウンドトラックがあり、フィルムが逆向きになると音が再生されなかったので、音なしの状態で放送された（時報音はフィルムと関係なく挿入されたため正確に出た）。3秒ほどで放送中止となったという定説が長く信じられたが、当時の関係者の証言によりそのまま30秒間放送されたことが明らかになった。同日19時の時報は無事に放映された。この19時の時報CMは現存する日本最古のテレビCM映像であり、インターネットで公開されている。
精工舎の1950～60年代のCMはフィルム原版は廃棄されたが、テックとセイコーが共同で1987年に制作した「服部セイコーCM集」という10枚組のレーザーディスクにかなりのCMが収録されている。
テレビ普及期に至る間に、広告主の専属出演者を用いたCMが主流になった時期（生コマーシャル#テレビ生CMの沿革参照）を経て、1970年代の始め頃には、俳優・歌手などの別に本業を持つ芸能人によるCM出演歴が、人気の度合いを測る指標になるという認識が業界内外でなされるようになり、『週刊現代』1972年2月3日号の記事では「CM出演が、タレントのもっとも有利な副業であることは、いまや常識」と書かれるに至った。やがて、ニホンモニターの「タレントCM起用社数ランキング」、ビデオリサーチの「タレント別テレビCM出稿量上位10人」といった、調査会社による人物単位のCM露出量に関するデータが一般公表されるようになった。
1973年のオイルショックも乗り切り、外国人スターも多数起用するなど華々しい時代となった。

#### 平成以降
しかし、バブル崩壊後の1990年代半ば、テレビ広告費は成長を止める。この頃になるとテレビリモコンが標準搭載化したこと、CMスキップをしやすいデジタル録画機器が普及したこと、インターネット広告の急激な台頭、修正要求によってCMディレクターの個性が発揮できなくなるなど逆風が吹く。テレビ局側はCMを見させるため様々な工夫をしたが、逆に反感が集まりCMを出稿したスポンサー自体への反感にまで至ってしまうことにもつながった。そしてリーマンショックの落ち込みから回復せず、低迷を続けている。

### 日本のCM技術

#### 形式
映像や音声の形式は放送波における規格に準じる。ステレオ放送が可能な放送では当然ステレオ音声によるCMが多くなっており、2000年代から5.1サラウンドステレオ音声収録のCMもわずかだが登場した。原則モノラル放送であるAMラジオ局においては、全局ステレオ放送を実施しているradikoやFM補完中継局の導入後、ステレオで制作されたCMを放送している。テレビ放送が開始された当初は生コマーシャル、静止画、そしてフィルムが主流であり、やがてそれに加えてVTRが導入された（後述）。アナログ放送から地上デジタル放送への過渡期である2000年代後半頃から、アスペクト比16:9のハイビジョンによる制作が多くなった。予算などの都合からハイビジョン画質の実現以降もそのまま4:3の標準画質の映像を継続して放送するため、地上デジタルテレビ放送の画面比に合わせて左右に黒帯（サイドパネル）をつける場合がある。上下左右に黒帯が入る額縁放送となる場合もある。日本で最初にカラーで放映されたテレビCMは、1959年4月10日の20時より、日本テレビの皇太子明仁親王成婚の様子を放送した特番『このよき日』内で放映されたもの（CMの詳細は不明）だとされる。同番組はカラー放送の実用化へ向けた実験放送の一環で全編カラー制作として放映されたもので、放送の2日前の4月8日に当時の郵政省が番組内でのカラーCM放送を認可し放映が可能になった。しかし、本放送開始前のカラーテレビ試験放送中に放送されたものであったことから、一般には1962年に放映された「トヨタ・トヨペットコロナ」が砂塵を上げながらドラム缶を蹴散らして走行する「スタント・ドライブシリーズ」が初とされる。カラー放送を意識して、赤・青・黄色のドラム缶が登場する。日本で最初にステレオ音声で放映されたテレビCMは、1978年11月の「住友スリーエム・スコッチ・メタルカセットテープ『METAFINE』」 で、開始からおよそ1秒間画面下中央に“（放映局のステレオ放送のロゴ）ステレオCM”と表示された。関東は当時日本テレビとTBSが音声多重放送を開始していた。
日本で最初に二ヶ国語で放映されたテレビCMは、1979年のNECの音声多重放送対応テレビ「語学友」である。このテレビは二ヶ国語放送受信に重点を置いてスピーカーを一つしか持たないモノラルテレビのスタイルで音声多重放送が受信できるというものだった。植木等をキャラクターに起用。主音声の日本語で「これで日本も安心だ!」などという節をつけたりしていたが、副音声の英語は純粋に男声での商品説明であり、完全な対訳でなかった。このCMは前述のステレオCMの時と違い特に二ヶ国語放送の旨は表示されなかった。しかし当時は音声多重放送を利用したCMはほとんどなかったので、このCMが組み込まれているゾーンは最初から二重音声放送に切り替わっていた（TBSの『兼高かおる世界の旅』は全篇二ヶ国語放送を実施し、スポンサークレジットも二ヶ国語だった）。
日本で2012年現在、3D立体映像で放送されたテレビCMは1988年に放送されたキリンのソフトドリンク「メッツ」が唯一である。全編CGで作られ、赤と青のセロハンメガネで見ると立体として浮き上がる手法が取られており、放送期間中に専用メガネのプレゼントもあった。放送された番組は『ザ・ベストテン』(TBS) などの人気番組内であり、それ以外の時間帯は同一映像で3D用でないCMが放送されていた。
2010年以降は、本編中のCMで「字幕放送」を行うことがある（花王、ライオン、パナソニック など）。その場合はCM中、画面右上に「字幕」と表示される。
2020年代以降、ACジャパン全国キャンペーンのテレビCMの一部では、手話通訳や、英語字幕放送を行っている。

#### 放送局におけるCMの編集と送出
放送局において、CM送出に際し、CM枠に合わせて、複数のCM素材をまとめるという作業が不可欠だった。素材が磁気テープないしフィルムだった時代は、当然手作業であった。
とりわけテレビCMは、初期から1990年代初頭まで、大半、やがて一部が35ミリメートルまたは16ミリメートルの映画フィルムを用いて撮影されていた。放送局は納品された素材をつなげ、枠分の素材を完成させ、テレビの映像信号（NTSC）に合わせてテレシネして送出していた。
1970年代後半は技術的にVTRとの過渡期であり、ビデオ編集機材・CM送出設備の進歩や充実に合わせ、フィルム撮影した素材をテレシネしたうえでVTRに録画し、それを放送局へ納品する流れになった。代理店やプロダクションによっては、在京キー局の分をテープ納品に切り替え、関東エリア内の独立UHF局や大阪・名古屋の準キー局を含むその他の地方局へは従来通りのフィルム納品を続けるという方式を取っていた。このような過渡期においても、環境によっては依然フィルム編集のほうが容易であったので、VTRで撮影された素材でもキネコによる複写を長く行っていた（35ミリ素材の16ミリへの縮小変換にも用いられた）。このため同じCMでも放送局や時間枠によっては、画質・音質が大きく異なる場合があった。フィルム納品は1990年代に終了し、すべてテープ納品に切り替わった。その後CMバンクシステムと呼ばれるシステムが実用化され、現在はほとんどのテレビCMがCMバンクから送出されている。

### 日本のCM規制
民放連放送基準は、放送基準13章から17章にかけ、CMの内容、表現方法、入稿自体の取り扱い、事業者の責任について細かい規制を設けている。
その基準をもとに、各放送局のCM担当部署が内容に関する「考査基準」を定めている（例→）。
なお、インターネットCMについては、以下の規制の限りではない。

#### CMを行えない業種
以下のスポンサーについては原則として扱わないことを取り決めている。
- スポンサーの名が伏せられているもの（民放連放送基準96条）
  - 契約した以外のスポンサーの宣伝になっているもの（民放連放送基準99条）
- 迷信を肯定したり科学を否定したりする商品やサービス（民放連放送基準108条）
- 人権を侵害する目的で個人情報を調査・収集・利用する意図を持った商品やサービス（民放連放送基準109条）
- 風紀上好ましくなく、家庭内の話題として不適当な商品やサービス（民放連放送基準110・111条）
- 個人的な売名（民放連放送基準115条）
- 報道事実を否定する目的を持ったもの（民放連放送基準125条）

##### かつて行われていたCM
- 1998年（平成10年）4月以降、タバコの銘柄（商品）についてのテレビCMは、民放連放送基準110条・111条・附則2の5などに基づき、取り扱いを禁止している（JTでは、それ以降は代わりに喫煙マナーの啓発CMを放映）。

#### CM内の注意表現など
- CMは、健全な社会や生活習慣を否定する表現を用いてはいけない（民放連放送基準91条）。
  - 各種酒類・飲料のCMで、「空き容器（飲んだ後）はリサイクルへ」の文字が表示される。
  - 各種酒類のCMで、「お酒は楽しく適量を」および、「飲酒は20歳になってから」または「20歳未満の飲酒は法律で禁止されています」の文字が表示される。
- CMは、それがCMであることを何らかの方法で明らかにしなければならない（民放連放送基準92条）。
  - ニュース映像など、テレビ番組のワンシーンを模して製作したCMは、必ず「これはCMです」や、「これは○○（スポンサー名）のCMです」との字幕が表示される。英文表記で「○○（スポンサー名）'s AD」などの場合もある。
  - 全国ネットテレビ番組のタイムCMの枠内のみで放送されている対象番組の内容・演出をそのまま利用したCMの大半では、上記の注意書きもその演出方法に準じて制作される。『激レアさんを連れてきた。』（テレビ朝日系列）のタイムCM枠（同時ネット局のみ）では、本編出演者の弘中綾香が、本編中の演出同様の手書きフリップで対応している（一部の作品をのぞく）。
- 自由競争の侵害につながりかねない表現を用いてはいけない（民放連放送基準97条）。
  - 自動車用タイヤのCMは、特定の日本車を使用してほかのメーカーからクレームが来る可能性を考慮し、欧州車などを使用している。
- CMでは、事実を誇張して視聴者に過大評価させてはならない（民放連放送基準100条）。また、錯誤させてはならない（民放連放送基準122条）。
  - 演出上、現実では有り得ない場面を表現する際は、「（これは）CMによる演出です」という注意喚起の文字が画面に表示される。
  - CMで出てくる物品がいわゆる｢吊るし｣の状態の商品とは異なる場合、その旨の注意事項等が表示される。
    - 演出上、宣伝対象の商品以外のものを用いる場面を表現する際は、「実際には○○が必要です」などのような注意喚起の文字が画面に表示される。
    - 同様に、全グレード標準装備ではない機能や装備などが登場する場合、｢オプション装着車｣｢グレード別装備｣などのような注意喚起の文字が画面に表示される。
    - CMに出てくる商品が実際に販売されるものと仕様が異なる場合、例えば｢海外仕様車のため、実際とは異なる場合があります。｣などのような免責事項が画面に表示される。[47]

  - 上記のほか、聴取者・視聴者の安全に関わる表現に関して、注意喚起が行われる。
    - 自動車等の安全装置、とりわけ所謂サポカー・ASV[48]、特に衝突被害軽減ブレーキに関する広告では、「本システムは安全運転を前提としたものです。すべての危機回避が可能なものではありません」という内容の注意文が表示される。
    - 小型スクーター（いわゆる原付）のCMでも、1980年代半ばにヘルメット着用が義務化されるまでは「ヘルメットをかぶりましょう」という注意文が表示されていた。
    - ラウンドワンのスポッチャのCMで、ゴールデンボンバーがヘルメットをかぶらずにローラースケートを楽しんでいるシーンが登場するが、「実際はヘルメットの着用が義務付けられています」との注意文が表示されている。
- CMでは、商品に関する虚偽の証言や、出所が明らかでない証言を用いてはならない（民放連放送基準102条）。
  - 健康、快さ、面白さなど、個人差がある感じ方をもたらす商品は、出演者の演技が聴取者・視聴者全体の感想になりうるものでないことを断る必要がある。
    - 健康食品等における「個人の感想です」の文字表示。健康食品等の取り扱いについては民放連放送基準136条にも規定がある。
    - 香り付き柔軟剤のCMにおける、「香りの感じ方には個人差があります。周囲の方へご配慮の上、使用してください」という内容の注意文[49]。
- 民放連放送基準では、附則「児童向けコマーシャルに関する留意事項」を設け、児童向け番組におけるタイムCM＝「児童向けコマーシャル」についての規制を定めている。
  - 「児童向け商品・サービスのコマーシャル」＝児童が自分で買い求めることのできる玩具、菓子類、文房具などのCMにおいては、「持たなければ仲間はずれにされる」というような、劣等感・優越感を利用する表現は避けなければならない。
  - 模倣するおそれのあるような危険行為を表現してはならない。
    - 「マネをしないでください」の文字表示。

  - 番組の主人公に対する信頼感を不当に利用してはならない。
    - 1980年代の女児向けアニメ番組内で放映されたそれらの作品での玩具CMの中で、モデルの少女が玩具を使用して変身する演出があったが、「へんしんはできません」という注意表現が加えられていた。

#### 個々の業種ごとの規制など
民放連放送基準では、上記のような全業種共通の表現規制ルールを設けているほか、特に「医療・医薬品・化粧品（第16章）」「金融・不動産（第17章）」のCMについては厳格な条文を設けている。

##### 医療・医薬品・化粧品
- 医師・薬剤師・美容師などが医薬品・医薬部外品・医療機器・化粧品を推薦するCMは放送することができない（民放連放送基準134条）。
- 医薬品を懸賞品に用いてはいけない（民放連放送基準135条）。
- 医薬品等のCM表現に関する規制は薬機法および医薬品等適正広告基準に準じている（民放連放送基準132条）。このうち医薬品等適正広告基準「効能効果等のしばりの表現について」において、すべての医薬品広告は「使用上の注意」に関する表示を行うことが義務付けられている[50]。なお、2009年6月1日の改正薬事法施行以降、一般用医薬品のCMでの「使用上の注意」の表示が以下のように変更された。
  - 要指導医薬品・第一類医薬品の動画CMにおいては、「この医薬品は、薬剤師から説明を受け、使用上の注意をよく読んで、正しくお使いください」と表示する。
  - 指定第二類医薬品の動画CMは、「この医薬品は、薬剤師・登録販売者に相談のうえ、使用上の注意をよく読んで、お使いください」と表示する。
- 上記のほか、医薬品業界が自主規制ガイドラインを策定し、以下のような表現規制を設けている[51]。
  - 「使用上の注意」を、文字で明確に1秒ないし2秒以上表示する。
    - かつては5秒以上としていた[要出典]。

  - 「使用上の注意」を表示する際、音声を併用する。
    - 「ピンポーン」というチャイム音が一般的であるが、定着を逆手に取ったことに加え、警告音には制限を特に設けていないため、出演タレントが肉声で行うこと（アラクス・ノーシンの「ポンピーン」、カイゲンなど）も見受けられる。
    - 金冠堂の場合、通常、同社が独自に制作したサウンドロゴを用いられているが、南部縦貫鉄道線を題材とした1990年代中盤に制作されたキンカンのテレビCMでは、気動車の警笛がその役目を果たしていた。

  - 第一類医薬品・指定第二類医薬品および、それらに含まれないかぜ薬・解熱鎮痛剤の注意表示の際は、上記に加えて「アレルギー体質の方は必ず、薬剤師（・登録販売者）にご相談ください」の表示が加えられる。この場合、「アレルギー」の部分を色付け・太字などで強調するなどのデザイン上の配慮がなされる場合がある。
- 目薬のテレビCMには必ず目薬をさすシーンが挿入されている。これは目薬の正しいさし方を示し、視聴者が誤ったさし方によって感染症を起こすことを防ぐためで、これも医薬品会社が自主的に行っているものである。
- コンタクトレンズやその関連商品のCMにも、使用上の注意に関する文字が挿入されている。

##### 金融・不動産
かつて金利自由化される以前、銀行など個々の金融機関のCMは、業界により「広告による競争原理は馴染まない」という理由で自主規制され、テレビ・ラジオでの広告が行われなかった。代わりにボーナス支給時等に全国銀行協会等業界団体としてテレビ・ラジオで広告をしていた。1985年（昭和60年）からの金利自由化で、個々の金融機関の間でのサービス格差が生じ、1990年6月1日よりラジオのスポット広告から解禁が始まった後、1991年元日より、テレビのスポット広告が解禁された。
当初は、放映時間数に制限を設けたり、番組提供扱い＝提供クレジット表示を行わずパーティシペーション扱いとするなどの自主規制が行われていたが、1993年3月に番組提供扱いが可能となり、放映時間数の制限も廃止された。
ただし銀行であっても無担保カードローン商品のCMである場合は、消費者金融や信販会社、クレジットカード会社と同様の、放送時間等に関する厳しい規制がある（後述）。

##### 時間帯や放送波によってCMを行えない業種
- 1983年の民放連放送基準改正以降、消費者金融のCMが解禁された[19]。消費者金融のCMでは、CMは最後に、音声とともに「ご利用・ご返済は計画的に」と表示される。これは日本民間放送連盟の「消費者金融CMの取り扱いに関する放送基準審議会見解」（2003年3月7日決定）「啓発文言を一定以上の文字の大きさと秒数（1.5秒程度）で表示する」による。消費者金融のテレビCMを認める先進国は珍しく、クレサラ問題に見る自己破産の急増から、テレビCMを規制する動きがある。2003年10月から、17時 - 21時、2006年4月から加えて、7時 - 9時、21時 - 22時は、テレビCM放送を禁止しているほか、22時 - 24時の間についても各社のCMを月間100本に制限している。一時期はクレジットの中に「ストップ！借りすぎ」というアナウンスを入れていた。2006年6月から9月にかけては、「借りすぎ防止キャンペーン」として、金融会社の宣伝ではなく啓発を目的とした「ストップ！借りすぎ」というCMが、消費者金融連絡会＝各社共同名義として放送されていた。また、CMの内容においても現在は「計画的な利用」を意識させる演出でなければ放送できないよう同様に規制されていることから、1990年代によく見られた自動契約機や武富士ダンサーズなどのCMは見られなくなっている。
- 結婚相談所のCMは、民放連放送基準の旧109条に基づき、2014年11月改正まで興信所などとともに禁止されていた[19]。宣伝機会を求める事業者だけでなく、少子化対策を掲げている政府からもCM解禁を求める要請があり[53]、具体的な業種名を条文から削除。この月から、業界ガイドラインに基づく認証を取得した結婚情報サービス事業者のCMに限り取り扱いを解禁。2023年9月にはマッチングアプリのCMも解禁された[54]。これ以前に、2003年（平成15年）8月にフジテレビがオーエムエムジー（オーネットの前身）のコマーシャルを放送し批判を浴びたことがあるほか、民放連に加盟していないコミュニティFMで結婚相談所がスポンサーとなっている事例が存在した。
- パチンコ、パチスロ機種および施設のCMは、2009年4月より、5時から9時までと17時から21時までのCM自粛時間を設けている。規制時間帯はパチンコメーカーやホールの企業イメージCMが放送されていたが、2011年4月頃から東日本大震災（福島第一原子力発電所事故含む）による影響により、業界団体の日本遊技機工業組合（日工組）が毎年更新の取り決めとして終日パチンコ、パチスロマシン本体のCM放映を自粛（禁止ではなく自主規制）し、代わりにメーカーやホールのイメージCMが放送されていた[55]。その後、震災発生から10年が経った2021年4月からCM自粛時間を除いてパチンコ、パチスロマシン本体のCM放映を解禁した。

##### 酒類・アルコール
- 「ゴクゴク」などの効果音を付けない[56]。
- 喉元のアップはしない[56]。
- 大手ビールメーカー各社が加盟しているビール酒造組合は、未成年者の飲酒防止の取り組みを強化するため、ノンアルコール飲料を除く酒類のテレビ広告放映の自粛時間を2010年秋より拡大した。同組合の「自主基準」で、これまで平日5時から18時および、土日祝（振替休日、1月2日・3日の両日を含む）5時から12時を自粛時間としていたが、2010年秋より「自主基準」の「テレビ広告を行わない時間帯」についての文言が、「年間を通し、5時00分-18時00分まで、酒類のテレビ広告を自粛する」に変更された。なおナレーションに「酒・ビール」の文言があっても商品の広告にならなければ規制対象時間帯でも酒類メーカーのテレビCMを放送できる(2025年現在。以下の事例も参照)。
  - この自粛時間拡大による変化の例として、毎年1月2日・3日の両日にサッポロビールが筆頭提供し、日本テレビ系列で放送されている「新春スポーツスペシャル箱根駅伝」で、第86回（2010年）まで午後の時間帯でのみ放映されていたサッポロビールの各種ビール類などの商品CMが、第87回（2011年）より同番組の生中継放送内で放映されなくなり、同社の企業イメージCMや箱根駅伝にちなんだオリジナルCM、ビールテイスト飲料、サッポロ プレミアム アルコールフリーなど一部のノンアルコール飲料の商品CMのみが放映された事例がある。
  - 地方ローカルのJリーグ中継では、対象試合のマッチスポンサーが殆どの民放の中継番組のスポンサーも兼ねているため、酒造会社がマッチスポンサーのデーゲームを中継する時は、CMの放送が無いNHKでの放送となる場合が多い。
  - 業界自主規制の強化までは地方系列局でもネットスポンサーが付かないキー局発番組を中心に日中に地元日本酒メーカーの提供番組が存在し、秋田テレビでは日曜正午のフジテレビ系「ウチくる！？」を規制強化まで秋田酒類製造＝高清水提供で放送、当初は「ご晩酌・ご贈答に皆様に喜ばれる清酒高清水醸造元・秋田酒類製造株式会社」というキャッチフレーズ付きの大口契約だった。現在も秋田県内同業の北鹿(大館市)はナレーションの「清酒　北鹿」を「株式会社　北鹿」に差し替え、製品を広告しないCMを制作することで日中にCMを放送している。
- 飲酒運転による交通事故の多発により、2006年10月から、酒類のCMの最後に、これまで使っていた未成年者飲酒禁止を呼びかける字幕とともに、「飲酒運転は法律で禁止されています」の文字が社名ロゴの下部などに表示された。
  - 最近は上記に加え、「妊娠中や授乳期の飲酒は、胎児・乳児の発育に影響するおそれがあります」との文字が表示されるCMもある。この自主規制は出演者にも適用され、2019年7月からキリンビール「本麒麟」のCMに出演していた滝川クリステルが、妊娠が発覚したことからCMを事実上降板した例がある[57]。
- 酒類以外のCMにおける飲酒運転禁止啓発の例として、2007年に放送された「エバラ焼肉のたれ・黄金の味」（エバラ食品）のCMに、最後に「飲酒運転はおやめください」という文字が挿入されていた。
- 酒類のCMには25歳未満のタレントは起用できない[58]。これは、酒類の広告審査委員会で定められた自主規制項目である[59]。

##### その他の業種
- 人の死に関連する葬儀業については、民放連放送基準112条で「取り扱いに注意する」と定められている。

### 日本のCMの手法

#### 番組本編中のCM
- テレビ放送開始当初から1970年代初頭まで、本編中に、特に一社提供を含む、筆頭協賛の大口スポンサーを中心に画面下部に字幕スーパーでCMを入れること（テロップCM）が日常的に行われていた。1975年10月1日より日本民間放送連盟加盟局間でテレビCMの総量規制が申し合わせられ、この方式を原則自粛した[18]。民放連放送基準150条に「スーパーインポーズは、番組中においてコマーシャルとして使用しない」と定められるに至っている[6]。
  - ただし上記の条文には「スポーツ番組および特別行事番組におけるコマーシャルとしての使用は、各放送局の定めるところによる」との例外規定があり、以下の事例でのスーパーによるCMが行われている。
    - この中でも有名なのは朝日放送テレビの全国高校野球選手権大会中継（地上波・関西ローカル、2014年まで決勝戦のみテレビ朝日系全国ネット）の「ワイプCM」で、試合中限定で画面の一部だけを使ったCMを放送し、攻守交代中の阪神甲子園球場の場内映像と混ぜて放送するものである。大阪テレビの名で開局した当初は普通のCMが流れていたが、1961年のみスポンサーについた湯浅電池（当時。のちのジーエス・ユアサコーポレーション）が「視聴者の気を削がないCM放送ができないか」と導入した、場内映像をバックにした商品や企業のロールテロップの放映が注目され、1962年 - 1994年までスポンサーだった住友グループが画面下にスポンサー企業の社名表示とアニメーション（1990年頃の2年間だけVTR素材による人形劇のパフォーマンス）を表示するワイプCMを導入、1995年から複数社提供になったのちも一部スポンサーにこの技術が継承された。なおワイプCMを用意しないスポンサーも通常のCMを画面右下にミニサイズで放送し「広告と場内映像の両立」というコンセプトを守っている(BS朝日放送分は通常のCMをフルサイズで放送)。またきのこメーカー・ホクトも長野朝日放送の長野大会中継で類似のCMを放送したことがある。
    - プロ野球中継でもさまざまな番組内CMが試みられている。2002年頃フジテレビは画面の得点表示とともにコカ・コーラのロゴが挿入されるなどしている。1990年代に日本テレビが東京ドームでの試合の際ピッチャーなめのバッターボックスの画像で、後部の壁の企業表示を時間と共にCGで変更させる手法を試している。2007年、テレビ朝日及びその系列局が製作する野球中継で、リプレイの部分にトヨタ自動車などのロゴを表示させている。「○○（協賛スポンサー名）ラッキー7」と銘打って7回の表裏に協賛スポンサーのロゴが画面右上に表示される。ジャパネットたかたはかつて、毎日放送の阪神タイガース戦中継（週末のデーゲーム）において、イニングの合間の数分間で生CMにてテレビショッピングを行ったこともあった[60][61]。さらに、在京キー局系BSチャンネルでは、プロ野球中継内で一部協賛企業の生コマーシャルを行う場合がある[注釈 6]。また、BS日テレでは、トップ中継において、冠スポンサーが付く場合は、イニング中継に入る前に該当スポンサーの生コマーシャルを行う[注釈 7]。
    - Jリーグ草創期の日本テレビとテレビ東京の中継では、基本的に試合中はテレビCMを流さず、代わりに試合の中継映像とともに、スポンサー企業の名あるいは商品画像を表示していた（日テレはスコアや経過時間の表示部分、テレ東は画面下）。
      - TBS（全国生中継）、関西テレビ（大阪地区ローカル生中継）のJリーグ中継は、通常バージョンのテレビCMを試合の中継映像との2画面方式で放送したこともあった。現在は静岡放送（経過時間表示部分）とKBS京都（画面下）でスポンサー表示が行われている。

    - 2006年11月19日にテレビ朝日系で放送の東京国際女子マラソンで、土佐礼子選手と高橋尚子選手が1位争いをしていた25km付近のところで、画面下を使ってNTT DoCoMoのアニメーション（ドコモダケ）と社名表示によるCMが放送された。
    - 2021年に開催された2020東京オリンピックの一部の中継内で、画面右側を使ってコカ・コーラの6秒CMが放送された。
    - 2023年、バレーボールワールドカップの名称を引き継ぎ開催されたバレーボール五輪世界統一予選日本大会(フジテレビが中継)では原則全試合生中継化やテクニカルタイムアウトの廃止によるCM放送可能時間帯の縮小を考え、画面上の「LIVE」の文字がスポンサーテロップに切り替わる演出が用意されたほか場内映像との2画面形式でバボちゃん出演の日産自動車のCMが放送された。
- 番組本編中に、スポンサーの社名・ロゴマーク・商品名や商品の実物を撮影する例。
  - 日本テレビ・「日本プロレス中継」で、試合の合間にスポンサーである三菱電機の「三菱掃除機風神」でリングを掃除するシーンがテレビで放映され、画面下方に「風神」のロゴタイプが現れて、実況担当のアナウンサーも実況の合間に「この放送は、皆様ご覧のテレビジョンを始め、数々の電化（家電）製品でおなじみの三菱電機が、全国の皆様にお送りしています」とアナウンスしていた。
  - 1965年5月にフジテレビ系（発局：東海テレビ）で放映された『世界フライ級タイトルマッチ エデル・ジョフレ対ファイティング原田』の試合で、ラウンド間にニッカウヰスキーの当時のCMモデルだった沢本忠雄がその商品パネルとともに映し出された。
  - このほかプロレス・ボクシングにおいては、リング下の周辺に掲げられた横断幕や、セコンドのトレーナーなどに番組協賛スポンサーの広告を取り付けていたことがあった。（例として全日本プロレスの井関農機、ニッカウィスキー、新日本プロレスに於ける小松製作所・小松フォークリフトグループ、三協アルミニウム。またフジテレビジョン「火曜ワイドスペシャル」や日本テレビ放送網「木曜スペシャル」の協賛スポンサー各社のリング・トレーナー広告もあった）。
  - ロート製薬一社提供番組の『アップダウンクイズ』・『クイズダービー』・『底抜け脱線ゲーム』など、クイズ番組のセットやフリップ中に企業や商品名のロゴマークを印刷・塗装する例。
  - 1989年のNNN（日本テレビ系のニュースネットワーク）の参議院選挙の開票速報のうち、日立グループ提供の20時からおよそ2時間の枠では、各党派の獲得議席数をデジタル数字で表示させるスタジオ内の装置に「HITACHI」のロゴを取り付け（これ以外の時間帯は取り外し）、「この時間は日立の協力により、開票速報をノーCMでお送りしています」とアナウンスし、代わりにCMを流さなかった。同時間内で系列局飛び降り部分でもCMは流れず、PT等も存在しなかった、完全なCMなし時間帯となった。
  - 2022年11月12日放送の「ポプテピピック」第2期第7話では、新潟県のみで展開する楽器店「あぽろん」のCMを紙芝居形式で放送した。
- 番組の主題歌に、スポンサーの名を入れ込む例があった。
  - 最初期のテレビアニメほかの児童向け番組における、「グリコ、グリコ、グーリーコー」と歌う、いわゆる「グリココール」（例：『鉄人28号 (テレビアニメ第1作)』などのフジテレビ系「グリコアワー」枠の作品主題歌）。
  - 「不二家の時間」枠における、エンディングテーマの最後に番組スポンサーである不二家のマスコットのペコちゃんと番組の主人公が一緒に登場し「不二家、不二家、ではまた来週」と歌うもの。

#### ラジオCM
ラジオは音声だけのため、通常はテレビCMとは別にラジオCM向けのものが製作される。ラジオCMではテレビCMとは異なり20秒・40秒・60秒と20秒単位のものがほとんどで、特にスポットCMでは20秒が基本である。ただ、先述の通り標準時間の申し合わせ項目はないため、数は多くないが5秒や、稀にキリンビバレッジ「JIVE」ショートバージョンやイトキン（5秒バージョンもあった）など僅か数秒で終わるものも過去には存在した。
ラジオCMの中には、稀にテレビCMと同一内容のものを音声だけ流すケースもある。川商ハウス（鹿児島県民の間で一番知られている方の標準CM）や太平建設工業、タケモトピアノなどは、最初の15秒間でテレビCMのものをそのまま音声で流したあと、更にそのあとの5秒間で問い合わせ先の電話番号か宣伝する企業の詳しい内容のナレーションを加えて、20秒CMに仕立て上げている。
著名タレントを起用したラジオCMの場合、冒頭でナレーターのタレントが自ら「○○（名前）です」などと自己紹介することが多い（最後に自己紹介するケースもある）。

#### 特別編CM・単発CM
- CMの編成自体を利用し、懸賞つきクイズ企画として放映する例がある。
  - 1992年にJR東日本が放映した山形新幹線[注釈 8]を紹介する小泉今日子出演のCMは、「答えは15秒後!」とアナウンスする出題編のCMのあと、JRとは関連のない他社CMを流し、正解編を放送する「サンドイッチ構造」だった[62]。同社提供の全国ネット番組では、出題編のアナウンスは「答えは30秒後!」とした上で、同社の別の30秒CMが流れ、その後の15秒枠で正解編を流して終わる、という合計60秒枠のCMとして放映された。
  - 日立 世界・ふしぎ発見!内で、同番組のようなクイズ形式を使用したCMを使用していた。前半のCMで出題が、後半のCMで解答がそれぞれ流れる構成。佐藤浩市出演。
  - テレビ朝日で放送された「テスト・ザ・ネイション」は、あらかじめ「これから流れるCMが問題になります」と解説し、流れるCM自体を問題として出題した。
  - 2006年からシャープが「世界一短いクイズショー・シャープに答えて」と題してクイズ番組形式の一分間のCMを放映していた。“鋭い”という意味のシャープと自社名を掛けた洒落。
  - 2010年12月9日に放送されたソフトバンクモバイルのCMは、間違い探しを取り入れた視聴者参加型CMだった。まず18時59分から1分間出題映像を流し、続いて20時59分から1分間正解映像を流した。その後、インターネット上で回答を募集した。
  - 2018年6月20日深夜放送の『名探偵コジン～突然コマーシャルドラマ～』は、番組冒頭でCMが入ることを提示し、CM中もドラマのストーリーが続き、CM商品が物語の重要な鍵となる、本編とCMを融合させた「アドフュージョン」という手法が試みられた[63]。
- 1990年代の全国高等学校ラグビーフットボール大会の生放送で、試合が行われている最中に、松下電器産業（のちのパナソニック）の家庭用デジタルビデオカメラで撮影した映像を編集、試合終了直後に放送するという、「撮って出しCM」が作られた。
- 2009年からテレビ朝日およびテレビ朝日系列局は、アーティストのプロモーション映像と合体した、「プロマーシャル」と呼ばれる形式の企業CMを放送している。
- 特定の番組枠内でしか放送しない、その番組のセットや演出を利用したCMを放送している局もみられる[注釈 9]。
  - 2009年8月1日にソフトバンクモバイルが、SMAPを起用した60秒CMを、18時59分に全国124局で一斉に放送した。2016年12月26日放送の「SMAP×SMAP FINAL（フジテレビ）」では、かつてCMキャラクターを務めていたSMAPに対しての感謝を述べた特別CMを放送した。内容は、SMAPの楽曲「オリジナルスマイル」をBGMに、かつて5人が出演した同社のCM映像やオフショットをつなぎ合わせて60秒に編集したVTRに「あんなことやこんなこと いろいろしていただきました。本当に ありがとう。SoftBank→SMAP」とメッセージが添えられ、最後はお父さん（白戸次郎）（カイくん、声・北大路欣也）が映し出され「サヨナラじゃ、ないよな？」とコメントした[64]。SMAPは、この時点でソフトバンクとのCM契約期間は終了していたが、このCM1本の為だけに一枠限りで再契約。このため今後、今回のCMが再放送ならびに公式サイト等での公開はされることはないという[65]。
- 特別編のCMを事前告知して放送する手法は多数行われている。コカ・コーラが初公開の1分ものCMを全放送局同一時刻に同時に流した例[いつ?]や、東芝が当時発売する予定の携帯電話auW52TのCMを同時刻に全放送局に、シチズンが福山雅治出演・監督のCMを1日限定で流した例などがある。
- 2021年10月31日に、Googleがスマートフォン「Google Pixel 6」で、藤井風が出演するCMを民放放送局の5つのチャンネルで順に見ていくと、ストーリーが繋がるという形の特別CMを放映した。
- 新海誠監督作品の映画が放送される場合、自ら手掛けたZ会の短編アニメーション「クロスロード」に加え、特別なCMを放送するのが恒例となっている。
- 通常、CMは繰り返し放送することを想定して制作されるが、ごく稀に1度だけの限定放送として制作される単発CMがある。近年制作されている単発CMの特徴としてほぼ共通しているのが、その放送時間の長さである[注釈 10]。例えば、2003年5月4日深夜に映画『あずみ』の宣伝CMとして放送された単発CMの放送時間は約10分に及んだ[66]。これは日本のメディアにおける史上最長のCMである。
  - CM総合研究所調べによる日本の地上波メディアにおける史上最長のCMは、2017年9月9日にフジテレビ系長時間番組『FNS27時間テレビ』内で放送された『ドラゴンクエストX』（スクウェア・エニックス）360秒（6分）CMとされている[67][68]。

#### 「○○を検索」
テレビCMにおいて、ウェブサイトのURLを最後に表示するものに代わって、2006年ごろから、CM末尾に商品名などが書かれたインターネット検索エンジンを模した窓を表示して、検索用のキーワードを出すという手法が増えた。
日本で最初の「続きはウェブで」CMは、電通広告統計の検索で確認できる範囲で2004年のネスレコンフェクショナリーのチョコレート菓子「エアロ」とされている。
この手法は放送だけでなく、各種媒体に広がった。本方式はURLを覚えるより簡易であり、商品や内容などを詳しく知らせることができる反面、覚えやすさから一般的かつ無関係なキーワードを表示し、不適切な検索結果やサジェストが表示されるケースや、検索結果にフィッシングサイトが表示される可能性もあることから、産業技術総合研究所は特にフィッシングの対象となりやすい企業に対し、本方式による広告を控えることを呼びかけている。
他国では、いち早くこの手法が行われていた韓国を除いて、ほとんど使われていないが、欧米ではハッシュタグを表示させる手法がある。

#### お詫びCM
大量のリコールなど、メーカーが製品に関する不祥事を起こした場合、通常はそのメーカーのCM自体が自粛され、公共広告などに差し替えられる。ただし、死亡事故が発生するなどの重大なケースは事故の発生を謝罪し、該当製品の使用中止と修理・取り替え・回収・廃棄（長期利用機種に限る）などを視聴者に要請するCMを流すことがあり、これがお詫びCMである。テレビ局も、不祥事の謝罪や、視聴者に呼び掛ける警告でもしばしばCMを流すこともある。
リコール告知CMにおける特徴
- 松下電器産業（現・パナソニックホールディングス）の「ナショナルFF式石油暖房機を探しています」というCM以降、本題に「○○○を探しています」の文言がよく入る（お詫びCMのみならずウェブサイトのリコール一覧でもみられる）。以下、「探しています」の一例。
  - 「ツマミが飛び出している、キッチンユニット用電気こんろを探しています」（日立アプライアンス・サンウエーブ工業）
  - 「石油風呂がまを探しています」（長府製作所）
  - 「TDKの加湿器を探しています」（TDK）
  - 「カーボンヒーターを探しています」（ユアサプライムス）
  - 「コードレススティッククリーナーを探しています」（日立グローバルライフソリューションズ）
- ナレーションやテロップは「お詫びとお願い」または「大切なお知らせとお願い」→「○○○を探しています」または事故発生・リコールの報告→製品の確認と使用中止の要請→連絡先→謝罪の順が多い。
- テロップのフォントは明朝体が多い。BGMも基本的に静かなもので、流れないものもある。

歴史
- 日本で最初のお詫びCMは、三洋電機が1985年に石油ファンヒーター事故を受けて制作した「三洋電機からのお詫びとお願い」と題したCMであるとされる。このCMは動画やBGMが一切流れず、字幕とリコール製品の写真のテロップ収録素材のみが表示され、淡々と男性ナレーター（津田英治）が事故の報告と謝罪、製品の修理のお願いを語るだけという、通常のCMの形式とは著しくかけ離れたもの[72]であり、「サンヨー石油ファンヒーター『CFH-S221F型』をお持ちのお客様で、まだ補修・交換がお済みでない方は、お求めのご販売店、または三洋電機窓口まで、至急ご連絡下さいますようお願い申し上げます」とアナウンスした。さらに初期のCMでは「ご使用時の換気のご励行と就寝中のご使用の中止をご徹底いただきますよう、重ねてお願い申し上げます。」というアナウンスもあった。
- 2005年のナショナルFF式石油暖房機事故では、事故後に無償点検を行った暖房機でも製品不良が発生した。これを受けて松下電器は全てのテレビコマーシャルを「ナショナルから大切なお知らせとお願いです」「ナショナルFF式石油暖房機を探しています」などのフレーズで知られるお詫びCMに差し替え、ガソリンスタンドや新聞での広告活動と併用した大規模なキャンペーンに打って出た。当時、自動車や家電などの欠陥が内部で隠蔽されていたことがセンセーショナルに報道されていたため、欠陥発覚後いち早くお詫びCMを流し松下電器はむしろ株を上げる結果となった。松下の事例以降、同様のリコール事案での各企業によるお詫びCMが相次いだ。なお、懸命の捜索にも関わらず、2025年現在も出荷全数の所在特定には至っておらず、パナソニック移行後も引き続き公式サイトや公式YouTubeでの告知が続けられている。
- 2011年3月11日に発生した東日本大震災による影響として、東京電力は福島第一原子力発電所事故、ならびにそれに伴う計画停電や節電への協力についてのお詫びCMを複数制作して放送した。また、ENEOS（JX日鉱日石エネルギー）や出光興産など石油元売各社は、地震による各製油所・油槽所の操業停止、及び被災地への融通に伴う石油製品の供給不足について協力を願うCMを放送した。JR西日本は、地震による鉄道車両の補修部品の供給不足を原因として、一部の在来線特急と地方路線における減便ダイヤ（間引き運転）、および列車の短編成化について、ユニ・チャームは震災の影響による商品仕様変更について、それぞれCMを用いて周知を図っている。ヤマト運輸などの運送業各社、NTTグループやKDDI、ソフトバンクなどの通信各社、三井住友海上をはじめとする保険会社などは、被災地・被災者向けの非常取り扱い措置などを案内するCMを放映した。

### アーカイブ
トーク番組やバラエティー番組などでゲスト出演する俳優やタレントらが出演するCMを「ACC CM情報センター提供」という形で流すことがある。
公共放送であるNHKでCMの映像を資料映像として流す例がある。
- 2013年3月22日に放送された『放送記念日特集「テレビ〜60年目の問いかけ〜」』で、「CMと連動したスマートフォン向けクイズ」を紹介時に「ミスタードーナツ」のCMが音声無しで流れた[注釈 11]。
- 番組内容によっては、過去に流れたCMを放送するケースもある[注釈 12]。
- NHKが放送するバラエティやトーク番組にNHKの放送するドラマの出演者が出演したり、ニュース番組で「静かなブーム」などと称して特定のメーカー・商品の紹介をするなど実質的にCMの機能を担うものもある。

### 民放がCMを放送しない例

#### CMが放送されなかった番組
本編全体がCMによって中断されなかった事例として、以下の番組がある。
- 『題名のない音楽会』（テレビ朝日・出光興産一社提供）が出光興産の創業者である出光佐三の「芸術に中断は無い」の言葉を受ける形のもと、日本のレギュラー番組で唯一実施されており、本編中は一切CMを挟まず、CM自体は本編前後に挟むという韓国のテレビ番組とほぼ同じ番組構成となっており、東京12チャンネルの番組としての放送開始時から変わっていない。また、初代司会者の黛敏郎が亡くなった直後の1997年4月13日放送回は、黛の追悼の意味合いもあり、CM自体が放送されなかった。
- 朝日放送テレビ『部長刑事シリーズ』、KBS京都『中島貞夫の邦画指定席』、一部の深夜アニメの一部の回[73]なども、出演者やスポンサーの意向により番組内でコマーシャルを放送しない（いずれもCM自体は本編の前後に放送）
- 1987年2月10日に行われた高松宮宣仁親王の斂葬の儀の特別番組では、民放各局はCMを自粛する対応をした[74]。
- 1990年3月21日に日本テレビで放送された単発テレビアニメ『雲のように風のように』や、2001年9月4日に同じく日本テレビで放送された単発ドラマ『夏休みのサンタさん』は、いずれもスポンサー企業の創業記念事業（前者は三井不動産販売の創業20周年、後者は明治生命創業120周年）として制作された番組で、スポンサーの厚意として本編がノーカットで編成された。
- ラジオ関西『林原めぐみのHeartful Station』の1995年1月21日放送分（第173回放送）は、CMなしで放送された。後述の災害対応に伴う同局のCM自粛期間であったことに加え、被災者を励まし、かつて他局で放送されていた番組の再開に尽力した同局への恩義に報いたいというパーソナリティ・林原めぐみの強い希望で放送されたものである。
- BAYFMでは本編中はCMを挟まない場合が多い。
- 2025年1月27日にフジテレビで放送された『緊急特報フジテレビ経営陣会見』では男性タレント（当時）による女性トラブルに関して、自局の社員が関与していたという疑惑が報じられた不祥事を受けての記者会見中継であったことから、15時45分から会見が終了する翌28日2時40分までの約11時間弱にわたって、CMなしで番組を放映する異例の編成を行った[75]。

#### CMが放送されなかった日
- 1967年10月31日、吉田茂の国葬が行われた際、フジテレビジョンは早朝6時40分の放送開始（「おはようフジテレビです」）から、23時30分の放送終了時（「こちら報道部」）までの終日、CMを一切放送しなかった。その理由についてCX幹部関係者は「吉田氏の功績を鑑みると当然である」とし、「国葬の雰囲気の中でのんきにCMを流すのはまずい」としてスポンサーからの協賛金の数千万円の損失による赤字を覚悟してCMの全面中止に踏み切ったとされる。またこの日は日中の時間帯にその国葬をNHK教育テレビジョンを除く各局で放送、ゴールデンタイム・プライムタイムに相当する時間は一部を除き定時編成に戻していたが、CXだけは上述の理由から歌舞音曲関係を控えて、ほぼ終日吉田追悼に関連した特番、ないしは教養色の強い映画・アニメーションに差し替え、深夜23:30以後の深夜放送の編成も休止した[76]。
- 1989年（昭和64年・平成元年）1月7日、8日は昭和天皇崩御のため、各放送局の取り決め事項で、服喪期間中の派手な歌舞音曲を控えるという観点から全ての民間放送は通常放送・CMは一切自粛し、追悼特番（関係のある映画など）やニュースなどを放送していた（俗にテレビ東京が「昭和天皇崩御の日も通常放送をしていた」といわれるがこれは誤りで、開始時間こそ他局と比べ遅かったものの、他局にならい追悼特番を放送していた）。この特別編成態勢のもとで民放がCMを全国規模で全面カットした時間は、日本テレビ系列における1989年1月7日5時30分すぎから1月8日分の放送終了（キー局では1月9日1時30分頃）までの44時間が最長。
1月9日から通常の編成に戻りCM放送も再開されたが、服喪期間に華美なCMを放送することは好ましくないという理由で草花の映像などといった「風景映像」に差し替えたスポンサーが多かった。大喪の礼が開かれた2月24日も儀式開催中に限りCM放送を一切中止した。
- 1995年1月17日の阪神・淡路大震災発生当時も、17日と18日の近畿地方の一部の民間放送局がCMを自粛していた。
震源地の所在局であるサンテレビは、1月17日 - 22日に全ての定時放送・CMを休止して震災関連の特別番組編成に差し替えた。
他地区が報道特別番組の編成にCMを含んで放送する中、毎日放送は1月17日8時30分にCM放送をすべて中止し、準備の整った10時台以降、被災地の生活に関連した情報を中心として、大阪ガス、関西電力などからの震災発生時の対応指示の告知などに差し替えて伝えた。全国ネット放送の時間帯には、キー局であるTBS（のちのTBSテレビ）から送出されたCMを環境映像などで埋めた。この毎日放送の試みは「全国ネットでは伝えられない、伝えきれないローカルの情報を差し挟めるタイミングはCM枠しかない。この枠を有効的に活用する」という考え方に基づいたものである。毎日放送の社内マニュアルにもその旨が明記されているという。
ABCテレビも当初はCM中のつなぎ映像として「風景映像」を放送したが、上記の毎日放送の英断に刺激され、正午以降のCM枠を同様のローカル情報枠として活用し始めた。その他の在阪3局は環境映像を流す局や、通常通りCMを流す局とに分かれた。
CM枠の再開後もしばらく在阪各局では、公共広告機構（のちのACジャパン）の中野浩一と増田明美の「空き缶ポイ捨て禁止」CMが継続的に流され、企業が商品やサービスのプロモーションを目的として制作したCMはほぼ全面的に自粛となっていた。
- 2011年3月11日の東日本大震災に際して、民放各局は14時46分の地震発生直後からCMを全面カットして、報道特別番組を中心とした特別編成態勢を取った。在京民放5局がCMをカットして放送した時間は、最短でもテレビ東京の33時間、最長でテレビ朝日の74時間に及んだ。そのほかの3局は、TBSが62時間、フジテレビと日本テレビが61時間[77]と、いずれも昭和天皇崩御時を上回った。

### CMに関連したイベント・特別番組
- 民放連は1968年に、毎年4月21日を「放送広告の日」（1993年から「民放の日」）と定めた。これは、日本で初めての商業放送局（いわゆる民放）のラジオ放送局16社に対し、1951年のこの日に放送予備免許を交付し、1952年に民放連が発足したことによるものにちなんで、日本でのテレビ放送開始15周年に当たる1968年のこの日から、民間放送の統一キャンペーン活動としてこの記念日が制定された。
- かつて「放送広告の日」は、テレビコマーシャルを主題とする民放全局共通の特別番組を放送していた。
- フジテレビ系列は毎年5月頃に、「フジサンケイグループ広告大賞」として、同賞の授賞式報告などを取り上げる特別番組を放送している。

## 放送以外での動画・音声広告

### 映画館におけるCM
- 映画館で映画本編の開始前に流される動画CMをシネマ・アドバタイジング（cinema advertising）、略してシネアド[78][79]と呼ぶ。放送のCM枠のように、編成別・上映作品別の料金が設定されており、幕間よりも本編に近い時間帯の料金が高い傾向にある。
- 非常に稀ではあるが、『'80アニメーション ザ・ベストテン』[80]のように、劇場映画の本編にCMが入ることもある。

### ビデオソフトにおけるCM
- 市販のビデオソフトにCMが入れられることがある。
  - 販売価格を下げられる効果[81][82]のほか、テレビCMよりも長時間の広告を入れられるメリットもある[82]。
  - 日本では1983年8月にポニーが発売した田原俊彦のコンサートビデオ『Toshi Forever』に田原が出演する江崎グリコのCMが入れられたのが初である[81][82]。当時、日本での60分ビデオソフトの標準的な定価は1万円以上であったが、CMを入れたことにより8500円の低価格を実現した[82]。
  - 小学館が展開する応募者全員サービス用のOVAでは、本編開始前に収録作品に関連したCMを挟むことで、ビデオソフトとしては比較的低価格の1000円台での提供となっている。『ピカチュウのふゆやすみシリーズ』、『名探偵コナン』のOVAシリーズなど。

## CMの影響
この節ではいずれも日本の事例を挙げる。

### CMと視聴者との関係
番組中にCMへ切り替わる際、それを一区切りと捉え、視聴者によってはCMを見ずにトイレへ行くなど別の用事を済ましたり、またCM中に他のチャンネルに変える（ザッピング）事で視聴率が低下する傾向がある。またCMにより番組の流れが断ち切られることを不快に思う視聴者も見られる。一方、民放テレビ・ラジオ局にとっては広告媒体費は高額で、スポンサーからの広告媒体費が収入の多くを占めるため、視聴者にCMを見てもらう様々な工夫の他、CMの否定に対し非常に過敏になっている。
1997年8月26日にテレビ朝日の深夜番組「トゥナイト2」で、出演したタレント、乱一世がCMの直前に視聴者に向け「トイレに行かれる方はトイレへ」と、CMやスポンサーを否定する発言をしたため、テレビ朝日は放送の翌日に懲罰委員会を開き、関係者4人を処分するような事例があった。日本放送協会（NHK）でも2010年6月17日放送のFIFAワールドカップ中継において、翌々日（同月19日）に同局の衛星第1テレビ（現・NHK BS1）にて生中継する日本代表戦を告知する際に同局アナウンサー（当時）の神田愛花が「（NHKでは）コマーシャルはありませんからね」とCMや民放テレビ局を否定する発言をしたため、日本民間放送連盟（民放連）が問題視し、後日の放送で「配慮に欠ける発言があった」と謝罪した事例がある。芸能人では徳光和夫（フリーアナウンサー）、井ノ原快彦（20th Century）たちも、過去に同様の発言を行った。
放送業界は（たとえ冗談でも）CMを否定する発言はタブー視されている。これらの発言は一種のギャグのネタとして扱われる作品があり、例としてPlayStation 2専用コンピューターゲームソフトの『ラチェット&クランク4th ギリギリ銀河のギガバトル』内で「視聴者の皆さん、コマーシャルまで漏らさないで我慢してくださいね」といった発言が挙げられる。
バラエティ番組を中心に、話題の流れの最中にCMを持って行き、視聴者がザッピングで本編を見逃すと話題の流れを見失う可能性を高くしたり、CM後に1分程度の短い本編を放送し、視聴者の注目を集めてからすぐにCMに突入することによって、結果的にCMを見る機会を増やそうとする「CMまたぎ」「山場CM」と呼ばれる手法を用いる番組も見られる。以前はCM突入前に「○秒後に衝撃の結末が！」とCMの放送時間を事前に告知することもある。これは、視聴者に都合のよいザッピングの機会を与えてしまうことや、遅れネットでCM本数の異なる別時間帯に放送する地域にも配慮してか、後にあまり用いられないようになり、「CMの後に衝撃の結末が！」とCMの秒数がわからない工夫が用いられる。
かつては、音声認識や映像認識などによりテレビCMを識別し、自動的にスキップやカットをして録画する機能を持つ録画機器が発売されていたことがある。たとえば、番組自体がモノラルまたは2ヶ国語放送でテレビCMはステレオ放送の場合、音声フォーマットの違いから番組とテレビCMの区切りがわかる。番組とテレビCM共にステレオなど、音声フォーマットが同じ場合は、映像や音声レベルの変化によってテレビCMを判別する。この機能を使ってCMだけを収集することも可能である。
CMが視聴されない状態はスポンサーを失い、放送業界の収入減に直結する。このことから、民放連元会長でフジテレビ前会長の日枝久は、「テレビ番組はCMも含めて著作物で、CMを飛ばして再生・録画することは著作権の侵害に当たる」と主張していたが、再生・録画は「個人として楽しむための複製」であり、法律上は合法である。2005年5月に野村総合研究所が約540億円の経済損失と試算したが、電通はこれらの機器の購買層はコマーシャルにも関心が高く、今のところ損失につながらないと分析している。
テレビCMは注目を集めるために番組本編よりも音量が大きく設定されることが多く、視聴者の苦情もある。アメリカは2009年12月に「テレビCMの音量を、番組と同程度に規制する」法案が下院で可決した。法案は、米連邦通信委員会（FCC）に対し、「過度に大音量な広告を規制する」内容となっている。法案が成立した場合は、技術的に対応するため1年の猶予期間が設けられている。同様の法案はフランスでも可決され、違反した企業は売り上げの3%相当の罰金が課せられる。
日本は、2012年10月1日からラウドネス値を用いた『NAB技術規準T032 テレビ放送における音声レベルの運用規準』が行われる。

### CMから生まれた流行語
ここでは、日本において実際に流行したことが資料で確認できる、または新語・流行語大賞等の全国規模による賞に選出された流行語のみ記述する。
一部の記述されている流行語は、放送が終了して以降も商品パッケージなどに使用されている場合がある。

#### 1950年代の流行語
- ワワワ、ワが三つ（1954年 ミツワ石鹸）[90]
- 有楽町で逢いましょう（1957年 そごう）[91]

#### 1960年代の流行語
- トリスを飲んでHawaiiへ行こう!（1961年 寿屋:サントリートリス）[91][92][93][94]
- あたり前田のクラッカー（1962年 前田製菓:前田のクラッカー 藤田まこと）[95][96]
- かあちゃん、いっぱいやっか（1962年 山本本家:清酒神聖 伴淳三郎）[91][92][97][98][99]
- スカッとさわやか（1962年 日本コカ・コーラ）[91]
- アスパラで生きぬこう（1962年 田辺製薬[注釈 14]:アスパラ 弘田三枝子）[100]
- アンネの日（1962年 アンネ）[100]
- なんである、アイデアル（1963年 丸定商店:アイデアル傘 植木等）[91][92][97]
- 丈夫で長持ち（1963年 エーザイ:ユベロン 渥美清）[91]
- 25歳はお肌の曲がり角（1963年 ジュジュ化粧品:マダムジュジュ）[101]
- インド人もびっくり（1964年 エスビー食品:特製ヱスビーカレー[102][103] 芦屋雁之助）[99]
- わたしにもうつせます（1965年 富士写真フイルム:フジカシングル8 扇千景）[91]
- ルーチョンキ（1966年 大日本除虫菊:キンチョール 桜井センリ）[91]
- クリープを入れないコーヒーなんて……（1966年 森永乳業:クリープ）[92][104]
- 大きいことはいいことだ（1967年 森永製菓:エールチョコ 山本直純）[91]
- ナボナはお菓子のホームラン王です（1967年 亀屋万年堂:ナボナ 王貞治）[91]
- おかーさーん（1967年 ハナマルキ）[91]
- わんぱくでもいい、たくましく育ってほしい。（1968年[105] 丸大食品:丸大ハム 田中浩）[91][106]
- 人生、山あり谷あり（1968年 タカラ[注釈 15]:人生ゲーム）[107]
- はっぱふみふみ（1969年 パイロット萬年筆:エリートS 大橋巨泉）[91][92][108]
- オー!モーレツ（1969年 丸善石油:100ダッシュ 小川ローザ）[91][92][104]
- ハヤシもあるでよ（1969年 オリエンタル:スナックカレー 南利明）[91][92][109]
- 違いがわかる男（1969年 ネスレ日本:ネスカフェゴールドブレンド）[91]
- 日生のおばちゃん（1969年 日本生命保険）[91]

#### 1970年代の流行語
- ディスカバー・ジャパン（1970年 日本国有鉄道）[91]
- どういう訳か（1970年 麒麟麦酒 仲谷昇・岸田今日子）[91]
- ウーン、マンダム（1970年 丹頂:マンダム チャールズ・ブロンソン）[91][109]
- ウハウハ（1970年 ハウス食品工業:ジャワカレー 伊丹十三・宮本信子）[91]
- モーレツからビューティフルへ（1970年 富士ゼロックス）[110]
- ガンバラナクッチャ（1971年 中外製薬[注釈 16]:新グロモント）[91]
- のんびり行こうよ（1972年 モービル石油）[91]
- 愛情はつらつ（1972年 丸井）[91]
- 若さだよ、ヤマちゃん（1972年 サントリー:サントリービール純生 佐藤允、ウィリー・レイ）[111]
- 3分間待つのだぞ……じっと我慢の子であった（1973年 大塚化学[注釈 17]:ボンカレー 3代目笑福亭仁鶴）[91][92][112][113][114][115]
- 狭い日本そんなに急いでどこへゆく（1973年 全国交通安全運動）[91]
- 今なんどきですか（1973年 ハウス食品工業:シャンメン 結城アンナ）[91]
- 日本の常識（1973年 日清食品:出前一丁 ザ・パンダ（桂文珍・林家小染・月亭八方・桂きん枝））[114]
- タバコする?（1973年 テラサキ:フレンド・フィルター 杉浦直樹）[114]
- さすがわかってらっしゃる（1973年 サントリー:サントリービール純生 大橋巨泉）[114]
- ヒデキ、感激!（1973年 ハウス食品工業:バーモントカレー 西城秀樹）[116]
- あんた外人だろ 英語でやってごらんよ（1974年 Panasonic:クイントリックス 坊屋三郎）[91][117]
- ちかれたびー（1974年(1975年の流行語) 中外製薬[注釈 16]:新グロモント）[91][92][118][119][120][121]
- 〜と日記には書いておこう（1974年 龍角散）[91]
- それはいえる（1974年 東洋水産:マルちゃんホットワンタン）[91]
- ひと味違います（1975年 タケヤ味噌 森光子）[91]
- 長嶋さんに聞いてよ（1975年 ロッテ:ロッテガム 金田正一）[91]
- 私作る人、僕食べる人（1975年 ハウス食品工業:シャンメン）[91]
- 帰らざる傘（1976年 帝都高速度交通営団（営団地下鉄）:ポスター広告）[91]
- どっちが得かよーく考えてみよう（1976年 小西六写真工業:サクラカラー 萩本欽一）[91]
- 一日一善（1976年 日本船舶振興会 笹川良一）[91]
- まだお厚いのがお好き?[122]（1976年 ユニ・チャーム:チャームナップミニ 研ナオコ）[123]
- 揺れるまなざし（1976年 資生堂 真行寺君枝）[91]
- 開いてて良かった（1976年[124] セブン-イレブン）[125]
- ラッタッタ（1976年 本田技研工業:ロードパル ソフィア・ローレン）[126]
- イワテケン（1977年 松下電器:クイントリックス 千昌夫・ジョーン・シェパード）[91]
- トンデレラ、シンデレラ（1977年 大日本除虫菊:キンチョール 研ナオコ）[91]
- 母さん僕のあの帽子どうしたでしょうね（1977年 角川春樹事務所:人間の証明）[91]
- たたりじゃー（1977年 松竹:八つ墓村）[91]
- 妹もよろしく。やさしいから乗ってます（1977年 ヤマハ発動機:パッソル、パッソーラ）[127]
- あんたが主役（1978年 サントリー:サントリービール 加山雄三・麒麟児・旭國）[91]
- いい日旅立ち（1978年 日本国有鉄道）[128]
- 小さな親切大きなお世話（1979年 カルビー:ポテトチップス）[91]
- 戦車が怖くて赤いきつねが食えるか（1979年 東洋水産:マルちゃん赤いきつねと緑のたぬき 武田鉄矢）[129]
- やったねパパ、明日はホームランだ（1979年頃 吉野家）[130]

#### 1980年代の流行語
- Do you know me?・出かける時は忘れずに（1980年代 アメリカン・エキスプレス ジャック・ニクラス）[131]
- 美しい人は美しく、そうでない人はそれなりに（1980年 富士写真フイルム:フジカラー 樹木希林・岸本加世子）[91][92][132][133][134][135]。
- いいなぁ、これ（1980年 ヤマハ:タウニィ 渡辺貞夫）[91]
- ピッカピカの一年生（1980年 小学館:小学一年生）[91]
- ピカピカに光って（1980年 ミノルタ:MINOLTA X-7 宮崎美子）[91]
- フルムーン（1981年 日本国有鉄道:フルムーン夫婦グリーンパス 高峰三枝子・上原謙）[91]
- よろしいんじゃないですか（1981年 大日本除虫菊:キンチョール 郷ひろみ・柄本明）[91]
- デリーシャス（1981年 キッコーマン:デリシャスソース 竹村健一）[91]
- えぐい（1981年 SK&F:コンタック600 中原理恵）[91]
- 芸術は爆発だ!（1981年 日立マクセル:エピタキシャルビデオカセット 岡本太郎）[136] - 1986年新語・流行語大賞流行語語録賞受賞[137]
- 大胆なご意見（1982年 サントリー:ナマ樽 成田三樹夫・藤島親方）[91]
- がんばりましゅ（1982年 中外製薬:新グロモント 三好鉄生）[138]
- 飛びませんねぇ〜（1982年 セブン-イレブン 斉藤ゆう子）[138]
- きもちんよか〜（1982年 祐徳薬品 バスタイム）[138]
- 少し愛して、なが〜く愛して（1982年 サントリー:サントリーレッド 大原麗子）[138]
- もろこし村・もろこし免許証（1982年 明治製菓:もろこし村）[138]
- おしりだって洗ってほしい（1982年 東陶機器:ウォシュレット 戸川純）[134]
- いかにも一般大衆が喜びそうな（1983年 サントリー:ナマ樽 藤島親方・レオナルド熊・高見知佳）[91][138]
- 少数意見ですね（1983年 サントリー:まる生 藤島親方・レオナルド熊・高見知佳）[138]
- タコがいうのよ（1983年 サントリー:樹氷 田中裕子）[91][138]
- コックローチS!（1983年 大日本除虫菊:コックローチS 大島渚・梨元勝・山響親方）[138]
- バケツだからじゃないですか（1983年 大日本除虫菊:キンチョール 郷ひろみ）[138]
- 女（おな）ご出てこい（1983年 麒麟麦酒:ビア樽 田中康夫・春風亭小朝・細野晴臣）[138]
- 人間だったら良かったんだけどねぇ（1983年 学生援護会:日刊アルバイトニュース 斉藤慶子・蟹江敬三・立石良子）[138]
- おもしろまじめ（1983年 日本テレビ放送網 徳光和夫・小林完吾）[138]
- 君に、胸キュン。（1983年 カネボウ化粧品:ライトファンデーション 相田寿美緒）[138]
- アサーッ!（1983年 カゴメ:朝市）[138]
- ちゃっぷい、ちゃっぷい（1984年 大日本除虫菊:キンチョーどんと 桂文珍・西川のりお）[91]
- 私はこれで会社をやめました。（1984年 アルマン[注釈 18]:禁煙パイポ）[91][139][140][141] - 1985年新語・流行語大賞大衆賞受賞[142]
- カエルコール（1985年 NTT）[91][143]
- 投げたらアカン!（1985年 公共広告機構 鈴木啓示[144]） - 1985年新語・流行語大賞大衆賞受賞[142][143]
- ヤリガイ（1985年・1986年 リクルート:週刊就職情報 とんねるず）[91][143]
- 亭主元気で留守がいい（1986年 大日本除虫菊:金鳥ゴン もたいまさこ・木野花）[91][92] - 1986年新語・流行語大賞流行語銅賞受賞[137]
- 桃子、ウサギの耳になりたいな（1986年 日立:マスタックスHi Fi1800 菊池桃子）[135]
- ワンフィンガーでやるも良し、ツーフィンガーでやるも良し（1987年 サントリー:サントリーオールド 村松友視）[145] - 1987年新語・流行語大賞流行語大衆賞受賞[146]
- 朝のシャンプー（1987年 資生堂:モーニングフレッシュ） - 当時の高校生により「朝シャン」と略され、1987年新語・流行語大賞新語表現賞受賞[146]
- しば漬け食べたい（1987年 フジッコ:つけもの百選 山口美江）[147]
- ユンケルンバで、ガンバルンバ。（1988年 佐藤製薬:ユンケル タモリ） - 1988年新語・流行語大賞特別賞人語一体傑作賞受賞[148]
- 5時から男のグロンサン（1988年 中外製薬[注釈 16]:グロンサン 高田純次）[92] - 1988年新語・流行語大賞流行語大衆賞受賞[148]
- みなさん、お元気ですか?（1989年 日産自動車:セフィーロ 井上陽水）[135][149]
- 24時間戦えますか（1989年 三共:リゲイン 時任三郎）[91][92][135] - 1989年新語・流行語大賞流行語銅賞受賞[150]
- 食べる前に飲む!（1989年 大正製薬:大正漢方胃腸薬 田中邦衛）[151][152][153]

#### 1990年代の流行語
- パスポートサイズ（1990年 ソニー:ハンディカム CCD-TR55 浅野温子） - 1990年新語・流行語大賞流行語銅賞受賞[154]
- ダイジョーブイ（1990年 武田薬品工業[注釈 19]:アリナミンV 宮沢りえ・アーノルド・シュワルツェネッガー）[155]
- ダッダーン ボヨヨン ボヨヨン（1991年 ピップフジモト:ダダン レジー・ベネット）[92] - 1991年新語・流行語大賞大衆賞銀賞受賞[156]
- バザールでござーる（1991年 日本電気）[91]
- うまいんだなぁ、これが（1992年 サントリー:モルツ 萩原健一・和久井映見）[91][157][158]
- ねえ、チューして（1992年 コーセー:ルシェリ 唐沢寿明・瀬戸朝香）[92][157][158] - 1992年新語・流行語大賞流行語銀賞受賞[159]
- 歌手の小金沢クン（1992年 興和:フィニッシュコーワ 小金沢昇司） - 1992年新語・流行語大賞大衆語銀賞受賞[159]
- 具が大きい（1992年 ハウス食品工業:咖喱工房 小林稔侍・安達祐実）[91][160]
- それがあなたのいいところ（1993年 サントリー:ダイナミック 山口智子・赤井英和）[91][135]
- アルシンドになっちゃうよ〜（1993年 アデランス:アルシンド・サルトーリ）[135]
- 勉強しまっせ（1993年[161] サカイ引越センター 徳井優）[162][163]
- すったもんだがありました（1994年 宝酒造:タカラCANチューハイ 宮沢りえ）[91][92] - 1994年新語・流行語大賞年間大賞受賞[164]
- 見てるだけ〜（1994年[165] ニッセン 石田えり・田嶋陽子・人村朱美）[166][167]
- 日本人ならお茶漬けやろ!（1994年 永谷園:お茶づけ海苔 ラモス瑠偉）[135]
- 見た目で選んで何が悪いの?（1995年 コダック:スナップキッズ 瀬戸朝香） - 1995年新語・流行語大賞トップテン選出[168]
- 芸能人は歯が命（1995年[169] サンギ:アパガードM 東幹久・高岡早紀）[170]
- チラチラチラシ〜（1995年[171] ニッセン 石田えり・田嶋陽子・人村朱美）[166]
- 私脱いでもスゴいんです（1995年 エステティックTBC 北浦共笑）[135][163]
- ガツンと言ってくれ（1998年 サントリー:BOSS7）[172][173]
- 湯川専務（1998年 セガ:ドリームキャスト）[172]
- ヒューヒュー（1998年 日本たばこ産業[注釈 20]:桃の天然水 華原朋美）[174]

#### 2000年代の流行語
- ジコ虫（2000年 公共広告機構:ジコ虫、増えてます![175]） - 2000年新語・流行語大賞トップテン選出[176]
- 明日があるさ（2000年 日本コカ・コーラ:ジョージア ダウンタウン・花紀京・間寛平・東野幸治・藤井隆・ココリコ・山田花子・ロンドンブーツ1号2号・仲間由紀恵・他） - 2001年新語・流行語大賞トップテン選出[177]
- たらこ・たらこ・たらこ（2004年 キユーピー:あえるパスタソース たらこ） - 2006年新語・流行語大賞トップテン選出[178]
- こども店長（2009年 トヨタ自動車 加藤清史郎） - 2009年新語・流行語大賞トップテン選出[179]、『週刊文春』2009年流行語大賞・3位[180]

#### 2010年代の流行語
- ポポポポ〜ン（2010年 ACジャパン:あいさつの魔法。[181]） - 2011年ネット流行語大賞本家版年間大賞金賞・共同版年間大賞金賞[182][183]、『週刊文春』2011年流行語グランプリ・7位[184]
- こだまでしょうか（2010年 ACジャパン[185]） - 2011年ユーキャン新語・流行語大賞トップテン選出[186]、『週刊文春』2011年流行語グランプリ・34位[184]
- いつやるか? 今でしょ!（2010年 東進ハイスクール[187]/2013年 トヨタ自動車:ミニバン5万円キャッシュバックキャンペーン 林修） - 2013年ユーキャン新語・流行語大賞大賞受賞[188]
- ハズキルーペ、だぁい好き（2018年 Hazuki Company:ハズキルーペ 渡辺謙・菊川怜）[189]

### 問題になったCM
テレビのCMは、視聴者にインパクトを与えるべく、台詞（キャッチコピー）や映像作りに腐心しているが、時として表現について問題視される作品が出現することがある。内容的に問題が無くても
- 東日本大震災発生時のACジャパンのCMなど、その放送回数の多さによって「しつこい」「くどい」と思わせてしまう。
- 昭和天皇崩御時のセフィーロ「お元気ですか」/カリーナ「生きる喜び」/ロッテVIPチョコレート「ついにこの日が来ました」や、新型コロナウイルスパンデミック時のJR東海「そうだ 京都、行こう。」等、不運にも「このタイミングでこの表現は不適切」とされる出来事が発生。
- 需要過多、供給不足などの事情により安定して当該商品を提供できる見込みがない、そもそも商品自体が(予想を上回るスピードで)売り切れてしまった。
- 出演者が芸能界から引退、もしくは死亡[190]した。
- 不祥事を発端としたイメージダウンの懸念による放映中止｡
  - 出演者が不祥事を起こし、起用し続けると企業のイメージダウンに繋がりかねないと判断した。
  - 企業が不祥事を起こしたため…
    - CMを続けることが不適当と判断し中止した、その不祥事への対応CMへと差し替えられた｡
    - 出演者側が自身のイメージダウンを恐れ降板したため､放送継続できなくなった｡

と言った事情で問題となるCMの例もある。
背景にあるのは「コマーシャル（広告）は『好きでない人』はいても良いが、『嫌いな人』がいてはならない」という、広告業界全体の潮流であり、広告、放送、コンテンツなど、コマーシャルに関わる各業界が直面している現状を垣間見ることができる。
食事時や料理企画の放送時の雑菌や排泄の表現があるCMなど、時間帯や番組内容に配慮されていないCMなどが問題視されることがあり、しばしば放送倫理・番組向上機構（BPO）や日本広告審査機構（JARO）などに意見が寄せられている。
また2017年に放映されたトヨタ・ヴィッツのCMは｢作っていたヴィッツのCMが形になってきたタイミング(｢髭面のおじさんがヴィッツに乗ってパトカーを振り切ろうとする｣という、典型的なカーチェイス)で｢お偉いさん｣に見せたところアピールポイントの強調、視聴者からのクレーム対策といった要望を次々に出されてしまい、内容の修正によりそれらをすべて実現させたところ本来とはまったく違う荒唐無稽なストーリーになってしまい映像作品としてメチャクチャなものが出来上がってしまう｣という、このような問題を露骨に皮肉った内容となっている。
以下、特記を除き日本での事例を記述する。企業の不祥事による放送中止・打ち切りは記載する。出演者の不祥事による放送中止・打ち切りは、企業がイメージダウンに繋がるなどと判断した場合は記載するが、これとは関係ない不祥事の場合は記載しない。

#### 1960年代以前
- 1953年8月28日に日本テレビ放送網が開局、12時に日本初のテレビCMが放送された精工舎（現：セイコーグループ）のCMだったが、日本テレビのスタッフの不手際により、フィルムが逆さまに取り付けられたため、30秒の間無音でCMが放送される放送事故が発生した。これは、日本初の放送事故として有名である。
- 1962年に放送された田辺製薬[注釈 14]「アスパラ」のCMのキャッチコピー「アスパラで生きぬこう」が、薬事法の関係で「アスパラでやりぬこう」に改められた[192]。
- 1964年、興和の風邪薬「コルゲンコーワ」のCMで、当時子役の保積ぺぺが企業キャラクターのカエルの首振り人形（当時の薬局に設置されていた）に「おめえ、ヘソねえじゃねえか」と話しかけ、フェルトペンでヘソなどを書き加える、という場面が放送された。保積の言葉遣いや振る舞いが当時の社会通念から見てあまりに粗暴であったこと（「ヘソ」という語は放送すべきなのかという是非[21]）や、ヘソが見えにくい子供が学校でいじめられたと苦情が付いたこと、薬品のCMにあるべきメッセージが一切なかったことが論争の的になり、各メディアで議論が交わされ[193]、4か月で放送中止となった[194]。しかし皮肉にも「おめえ、ヘソねえじゃねえか」は流行語となり[91][92]、保積はスターとなった。

#### 1970年代
- 1970年代[いつ?]に放送されたドイツ・リッター社（輸入販売：橘高）のチョコレート菓子「リッタースポーツ」のCMで、桂三枝（のちの六代 桂文枝）がアドルフ・ヒトラーに扮して出演したため、ナチス・ドイツを想起するとのクレームが入り、打ち切られた。
- 1975年に放送されたハウス食品工業の「シャンメン」 のCMで「私作る人、僕食べる人」のキャッチフレーズが婦人団体「国際婦人年をきっかけとして行動を起こす女たちの会」（後の行動する女たちの会[195]）から「女性蔑視」とクレームがあった[196][197]。ハウス側は「差別的意図はない」と否定したが、2か月後に打ち切られた[197]。

#### 1980年代
- 1980年代に[注釈 21]日本民間放送連盟の制作したCM『覚せい剤やめますか?それとも人間やめますか?』のCMは後述の『母と子』と同様に「怖すぎ」というクレームが殺到した。放送されていた時間帯がフジテレビのその日の放送終了間際で真夜中であること、人間の絵に釘が打ち込まれて徐々にヒビが入って朽ち果てていく演出、男性ナレーター(城達也)による低い声で淡々と語りかける演出、「人間やめますか?」という台詞で視聴者に問題提起する形でCMを締め括ること、などが視聴者に強烈なインパクトを刻み込んだ。また、「人間やめますか?」というキャッチコピーそのものが恐怖心を煽り、所謂「トラウマCM」の代表ともいえるCMとして有名である。このCM自体は打ち切りにはならず、通常の形で放送を終了したが、現在は「人間を辞める」という表現そのものが人権問題と捉えられているため、覚醒剤防止キャンペーンのCMは制作されていない。
- 1980年代後期、ケンミン食品が制作した焼きビーフンのCMで、路地裏にしゃがみ込んでいる男児と女児の様相（目つきなど）が薄気味悪く演出され、アニメーションで演出されていることから子供を中心に嫌悪感を覚える視聴者が相次いだ。加えて、詳しい商品説明がなかったことも批判とクレームの対象となった。放送中止になることなく長きにわたって放送されたが、ケンミン食品はこのCM以降、CM制作自体は続けているが大々的な放送はしていない。
- 1981年頃に発表された「金鳥マット」のCMで、「カッカッカッカ、掛布さん」というシーンがあったが、吃音症を連想させるという理由で苦情が来たためほどなくして「カコカケ、キコカケ、掛布さん」に変更された[198]。 掛布雅之のセリフ「キ、キ、金鳥マットです。」も、同じ理由で、「蚊には金鳥マットです。」に変更された。

- 1982年に政府広報が制作・放送した覚醒剤防止キャンペーン『母と子[注釈 22]』のCMで、泣きじゃくる子供の横で母親が覚醒剤を打った直後に倒れ、その後画面が暗くなって子供だけが残り、母親を呼びながら泣き叫ぶという内容に対して「怖すぎ」、「やりすぎ」、「見てて不快」といったクレームが多発し、その後打ち切りとなった。
- 1983年に放送された、アサヒビールのビアカクテル（発泡酒）「Be」のCMで、赤や青などのスプレーで着色された3匹のネコが登場する内容に動物愛護団体からクレームが付き、CMは中止となった。
- 1984年、サントリーCANビールのペンギンのキャラクター「パピプペンギンズ」を使用したCMに対し、消費者団体「アルコール問題を考える市民運動協会」が未成年者への飲酒を煽るとして、CMの放送及びパッケージへのキャラクターの使用中止を求めたが、サントリーは応じなかった[199]。翌1985年にキャラクターを使った映画『ペンギンズ・メモリー 幸福物語』が公開された際にも、同団体は映画の公開中止を求めた[199]。その後パピプペンギンズのCMは放送を終了したが、パピプペンギンズのキャラクターはその後、北陸電力、キンカン「金冠のど飴」、auの「au My Page」のCMに起用されている。
- 1988年には昭和天皇の病状悪化から崩御を発端として、いくつかのCMの修正・放送中止を余儀なくされてしまった。
  - 日産自動車・セフィーロ(A31)：井上陽水のセリフ「皆さん、お元気ですか〜」がオンエア途中で昭和天皇の病状が悪化したため、井上の声が消された。映像はそのままで、映像と音声が合わなかった[200][201]。
  - トヨタ自動車・カリーナ(T170)：「生きる歓び」のキャッチコピーが同様の理由で中止となった。
  - ロッテ・V.I.Pチョコレート：工藤静香のセリフ「ついにその日が来ました」がXデー（昭和天皇崩御の日）を連想させるとして、その後、映像はそのままで当該のセリフのみ「ほんっとうにおいしいんだから!」という言葉に差し替えたバージョンが放送された。[201]
- 1988年に放送された金鳥「タンスにゴン」のCMで、箪笥の中を物色しながら「♪『タンスにゴン』が切れている」と歌っていた嫁がそばにいた舅に一言「おじいちゃん、『タンスにゴン』買ってきてくださいな〜」と言った瞬間、舅が突然ちゃぶ台に倒れこんだのだが、それを見た孫が「おじいちゃん、また死んだふりしてる〜」と言ったことで苦情が殺到。その後、孫のセリフが「おじいちゃん、また寝たふりしてる〜」に差し替えられ、舅がいびきをかいている音声を加えたバージョンが放送された[202]。
- 1988年に放送されたテレビアニメ『ひみつのアッコちゃん（第2作）』の玩具「テクマクマヤコン・コンパクト」のCMは、発売直後から商品の爆発的な売れ行きにより完売が続出したため、同年11月下旬から一旦放送が打ち切られた[203]。
- 1989年に放送された渋谷ゼミナールのCMで、学生たちが銭湯で体を洗いながら「おちた」と連呼して歌うという演出に、受験生からの抗議が殺到し、放送打ち切りとなった[204]。
- 1988年に放送された味の素のみりんタイプ発酵調味料「まろみ」のCM（出演：石川さゆり）で「みりんの新しいおいしさ」というナレーションに対して本みりんを販売するメーカーから抗議があり、放送を打ち切ると共に「わが家のみりんはまろみに決めました」と印刷されたパンフレット20万枚も処分した。その後、1989年に「まろみ」のCMは古手川祐子を起用して再開したが、ナレーションで「みりん」の語は一切使用せず、字幕で「みりんタイプ発酵調味料」と表示するに留めている[205]。

#### 1990年代
- 1990年に放送された「エバラ焼肉のタレ」のCMで浅茅陽子が出演していたが、浅茅が菜食主義者であることを公表したことにより、エバラ食品工業が「菜食主義者を焼き肉のCMに起用することは不適切」と判断し、浅茅はエバラのCMを降板させられた[206]。
- 1991年に放送されたエーザイ「チョコラBBドリンク」のCMで、桃井かおりのセリフ「世の中、バカが多くて疲れません？」にクレームが付いたため、別バージョンの「世の中、お利口が多くて疲れません？」にすべて差し替えられた[207]。これは後にビートたけしのトークのネタにもされた[208]。
- 1992年5月1日[209]に放送された日本家庭教師センター学院のCMで、「君が代」をロック調にアレンジしたBGMを使用したものが放送されたが、放送局関係者の自主規制により2回流されただけで放送中止になった[210]。このCMは学院代表の古川のぼるが発案したもので、2体の力士人形が登場し「禁多浪富士」という人形が「難解山」という人形を投げ飛ばした後、古川が登場してカップを渡すという内容[209]で、日本テレビ放送網で放送されたが、「君が代」をBGMにしたCMが放送されることが広く知れ渡ったため、日本テレビ放送網の責任者が5月1日中に集まって協議し、協議の結果自主規制により放送を中断しBGMを古川が作曲した「べんきょうの歌」に差し替えたCMへ変更となった[209]。
なお、当初はテレビ東京でも放映予定だったがやはり自主規制によりゴールデンウィーク明けから放送する予定に延期となり、最終的に放送されなかった[209]。
- 1992年12月から放送された大正製薬「ゼナ」のCMで使われたキャッチコピー「YからZ。名よりも実を」について、医薬品等適正広告基準における「他社の製品の誹謗広告の制限」に抵触する可能性が指摘され、1993年2月には業界の広告委員会でも問題性が指摘された[155]。
- 1993年ごろにに放送されたニッセンのCMにて、石田えり、田嶋陽子らが閉店間際の洋服店のシャッターを覗き込む演出があったが、同CM放送直後に福岡県の小学生がCMの真似をして首を挟まれる事故が発生した。以降同CMでは「お子様は、まねをしないようにお願いします」というテロップが挿入されるようになった[211]。
- 1994年に放送されたチロルチョコのフレークチロルのCMで、小学生の女子がスカートをめくるシーンがPTAからクレームがあり、チロルチョコはCMの内容を差し替えた[212]。フレークチロルのCMにビキニ姿の外国人女性が出現するバージョンもあったが、こちらは同様の理由から放送自体が中止された。
- 1994年に放送されたダイハツ工業「ミラ」のCM（「森口エンジン搭載」篇）で森口博子が、ボンネットに直接入っていく（エンジンの取り外された撮影用特別仕様車）CMは、「子供が真似すると危ない」というクレームがあり、合成で吸い込まれる映像に差し替えられる処置が取られた。
- 1994年に制作・放送された日本テレビ放送網「'94劇空間プロ野球」[213]のポスター・テレビCMで長嶋茂雄の現役引退時のシーンに×印を記し、「巨人を棄てる」をキャッチコピーとしたが、巨人ならびに日テレの親会社・読売新聞社からのクレームでテレビCMは3日間で放送を打ち切った[214]。
- 1994年に三洋電機が発売した電話機器「テブラコードるす」のCMで、所ジョージが赤い袋に拘束された状態で電話の子機に出る演出に対して、視聴者から残酷という苦情が殺到したため、すぐに放送取り止めになった[215]。
- 1994年末頃に放送された朝日ソーラーのCMで西田敏行が屋根の上で踊りながら「屋根持っているかー!?」「風呂は最高！風呂は最高！」と呼びかける内容のCMだったが、翌年1995年1月に発生した阪神・淡路大震災への配慮から、台詞が「天気出てるかー!?」「空はお天気！みんなお天気！」に差し替えられた[216]。
- 1995年夏に放送されたサントリーBOSSのCMで矢沢永吉のセリフ「夏だからってどこか行くのやめません？」に「レジャー気分に水をさす」と長野県の旅館経営者からクレームがあり、放映を中止した[217]。
- 1996年に放送された日産自動車「スカイライン」のCMで牧瀬里穂のセリフ「男だったら、乗ってみな。」とキャッチコピーに対して男女差別というクレームが付いたため、「キメたかったら、乗ってみな。」を経て「好きだったら、乗ってみな。」に変更された[212]。
- 1997年に放送された富士フイルム「写ルンです」のCMで沢口靖子が火星人の若者（演: 有田哲平）に「長男じゃないわよね」と言うものがあったが、「長男では結婚しにくいのか」などのクレームがつき、このバージョンは放送中止になり[218]、別バージョンの「二股かけてないわよね」にすべて差し替えられた[219]。
- 1997年に放送されたNTTパーソナルのCMで「私のおじさん」のセリフが援助交際を思わせるという抗議があり、差し替えられた[219]。
- 1997年、山一證券の経営破綻により、同社のCMが放送打ち切りになった[219]。野村證券・第一勧業銀行のCMも、総会屋利益供与事件により放送が自粛された[219]。
- 1998年に放送された椎名桔平が出演する日清ラ王のCMで、「裸族」と「ラ王を食べる人」を掛けた「ラ族」というキャッチコピーを掲げて椎名が全裸になる演出があったが、「全裸の男性が気持ち悪くて食欲が失せる」などといったクレームが殺到し、以降の「ラ族」をキャッチコピーとしたCMでは全裸シーンを使用しなくなった[220]。
- 1999年に放送されたハウス食品「ハウスシチュー」のCMで母親のセリフ「犬と一緒に遊んじゃダメよ」が動物愛好家から「ペットを捨てる事を推奨している」というクレームがあり、セリフが「暗くなるまで遊んじゃダメよ」に変更された。
- 1990年代末期から2000年代初期にかけ、特にアース製薬や白元（のちの白元アース）などの殺虫剤のCMで、3DCGでリアルに作られた害虫の映像が頻繁に流され、強調されたものも制作された。この傾向に、視聴者からスポンサーなどへ「食事中に突然出てきたり、テレビを見ている時に突然害虫が出されることで企業への嫌悪感が増す」という抗議が増え、害虫のリアルな3DCG映像や実物を画面に出すことを控えた。ミューズのCMでも、手を洗う時に3DCGの細菌が死滅する映像からキャラクターに変更した（P&G時代）。
- 1999年に放送された大正製薬「リアップ」のテレビCMは、発売直後から商品の爆発的な売れ行きにより品薄状態が続き、放送を3日で中止した[221]。
- 1999年に放送された日清「カップヌードル ポーク」のCMでカップヌードルに入れられた豚が夕日の中どこかへ連れていかれるCMを放映した所、「子供がショックを受けた」旨のクレームが多数よせられ中止になった[222]。
- 公共広告機構(現:ACジャパン)は1990年代初頭から後半にかけて、一般的な社会問題よりも環境問題を最優先に掲げ必要以上に取り上げてきた。その中で、家庭排水が人魚の頭上に落ちてくるCM「家庭排水・人魚」や、イッセー尾形が大きい透明なビニール袋に閉じ込められたCM「バレなきゃいい、が見えている」、当時現役選手だった中野浩一（競輪）と増田明美（マラソン）が出演した「日本全国ポイ捨て禁止」のフレーズが印象的なCM「もっとマナーもっとリサイクル」は話題にも問題にもなった。1995年の震災以降はしばらく上記のCMが流れていたが、順次別のCMに差し替えられた。社会問題（社会情勢）関係で1994年度に流れていたポリオワクチン募金の支援CM「世界の子どもにワクチンを(命の電話)」[223]も、「見た目が怖い」「痛々しい作風」などと問題になった[注釈 23]。

#### 2000年代
- 2001年2月6日～8日？に放送されたコンビニチェーンam/pm「魔女のお弁当工場」のCMで魔女に操られたお弁当工場で弁当に保存料が投下されていき、最後にam/pmの弁当はこのような保存料や着色料を使っておらず安全というメッセージが出るという内容に対し、同業他社からのクレームが届き、放映開始初日の午後（3日目という説もあり）には中止に追い込まれた。
- 2001年に放映されたトヨタ自動車「ガイア」のCMで「パパはいらないわ」のセリフが既婚男性から不評を買い、最終的に放映が中止された。また、同社「WiLL Vi」のCMでも列車に追われながら線路を走るシーンに「危険だ」というクレームがあった。その後踏切事故が発生したため、放映を中止した。
- 2001年に放送されたBOSSジャン・キャンペーンCMで、会社の会議室で1人スーツの男性以外全員BOSSジャンを着用しており、翌日男性はBOSSジャンを着て会議室へ行くが男性以外皆スーツを着用、そして上司から「君は会社をバカにしているのか?」との言葉を投げかけられるという内容に視聴者から「内容からしていじめを助長している」等のクレームがサントリーやJAROに寄せられた、これを受け1999年以降から続けて来た「ブラックユーモア」内容のキャンペーンシリーズCMは製作されなくなった。
- 2001年に放送された育児放棄を題材にした公共広告機構（現:ACジャパン）のCM「チャイルドマザー・ファザー」は、母親・父親がおしゃぶりをくわえた姿で出演しているという演出が批判され、「子育てをしている親に対する温かい激励よりも厳しい批判に感じられ、見るのがつらい」という意見が多かったため、打ち切られた[224][注釈 24]。
- 2001年に放送されたNOVAのCM・散歩編で、散歩中のNOVAうさぎに背後から2階建てバスが近づき、バスに乗っていた男性がNOVAうさぎの耳を引き抜き、「ムキーッ！」というと耳が再生するという演出に、「動物虐待」という苦情が殺到し、打ち切った[225][注釈 25]。
- 2003年に放送されたアサヒビール「アサヒ本生アクアブルー」のCMで、潜水直後の飲酒を連想させるシーンがあったため、別のCMに差し替えられた。潜水直後に飲酒すると減圧症になるおそれがあることからであり、健康上の問題となるため[226]。
- 2003年11月に放送されたソニー・コンピュータエンタテインメント発売のPlayStation 2用ホラーゲームソフト『SIREN』のCMで、「子供が怖がる」などの苦情が殺到し、予定より2日も早く放送中止になった。その後、別のCMに差し替えられた[注釈 26]。
- 2004年に制作された岩手県の選挙管理委員会の選挙啓発ポスター・テレビCMで、セイン・カミュのセリフ「不満があるのに何も言わないの？」を、自民党の岩手県連が「与党批判の印象を与えかねない」と反発したため、6月23日にポスターの廃棄及び放送の中止が決定された[227]。
- 2005年1月1日から放映されたダイハツ工業「ムーヴカスタム」のCMで、風がトレーラーやバイクを吹き飛ばしている描写に「自然災害を思い起こさせる」との苦情があったため、「vs風の魔神」という字幕を追加したものに差し替えられた。
- 2005年上半期に放送された日清食品「カップヌードル」のCM「NO BORDER 少年篇」は、少年兵が銃を携えて海を見張っていて、妹がやってくるとあどけない笑顔に戻る、というものであった。日清は「少年兵がいる現実を考えてほしい」という社会道徳的意図に基づいて製作したが、“少年兵の肯定”という誤解に基づく苦情があり、短期間で終了してしまった[228]。なお、映像の最後に「世界には、30万人以上の少年兵が存在している。」という字幕が表記されていた。
- 2005年3月28日から放送されたマンダムの男性用洗顔製品「ペーパー洗顔モゲハ編」のCMで、黒人差別と受け取られかねない場面があり、6月9日から放送が打ち切りになった[229]。
- 2005年5月25日から放送されたアサヒビール「チューハイDew（デュー）」のCMで、及川光博が長々と「デュー」と叫ぶ部分に「うるさい」などの苦情があり、5月30日よりナレーションが差し替えられた[230]。
- 2006年12月11日から放送されたソフトバンクモバイルのゴールドプランで、女子学生たちが他社携帯ユーザーに電話をかけづらい状況を説明した。これがいじめを助長しているとされ（励まし方があまりにも残酷なこと）、JAROに対し苦情が1日250件以上来た[231]。その後、「友達は大切に」という字幕を追加したが、苦情はおさまらず、結局放送中止になった。
- 2007年5月21日より放送されたセコムのCMは、歩行者や電柱の工事人を装った犯罪者が猛獣に変身するという形で身の回りに潜む危険を表現したものであったが、「電気工事人を侮辱している」とのクレームや「動物を悪として描いている」という意見があった。このためいったんCMを打ち切りの上一部の表現を差し替えて放送することとなった[232]。
- 同じく2007年頃に放送されたセコムのCMで、番犬の立場になった男性が、家の近隣で話し声や物音がすると「誰!?誰!?」と連呼する演出が「うるさい」「くどい」とクレームが付き、放送が打ち切られた。
- 2007年秋から放送された高橋酒造のCMでくりぃむしちゅーが熊本県知事選へ出馬するか否か悩むという内容が、2008年3月に熊本県知事選が行われる際「誤解を招く」との理由から、2008年1月をもって関東以外での放映が一時自粛された[233]。その後、2008年3月16日から選挙と無関係な新バージョンのCMが放送開始された。
- 2008年1月15日から中京広域圏で放送されたおやつカンパニーの「地元伊勢の国うす焼えびせん」のCMで、出張した夫が土産に買ってきた地元伊勢の国うす焼えびせんを妻が別の男性と食べるという内容に「不倫を題材としていて不快だ」という苦情が入ったため、1月18日に打ち切りが決定した[234]。実際は1月20日まで放送する予定だった。
- 2008年6月より放送されたイー・モバイルのCMで、サルが演説を行い「CHANGE!」を掲げていたりと、バラク・オバマのパロディーCMに対し、在日米国人から「人種差別だ」と抗議され、打ち切りとなった[235]。
- 2009年5月30日から放送された大塚食品の「ハイスクール炭酸マッチ」のCMで、マッチを飲んだ中年男性が警察に逮捕され、婦警のコスプレをした南明奈 [注釈 27]が「高校生しか飲んじゃダメ!」「大人が飲んだら逮捕だぞ!」などと言っていたが、「なぜ高校生専用で小中学生や大人は飲んじゃいけないのか?」「差別されてるようで不快」「買う気なくした」などの苦情が殺到し、別のバージョンに差し替えられた。

#### 2010年代
- 2010年に放送予定だった、日清食品「ラ王」のCMで、槍ヶ岳を一時閉鎖して撮影を行ったことが問題視されたため、開始直前で放送を中止し、お蔵入りとなった。このため、「ラ王」CMの予定分をACジャパンのCMに差し替えた。その後、槍ヶ岳を当時建設中の東京スカイツリーに変更したものが放送された[236][注釈 28]。
- 2011年1月下旬に放送された日本マクドナルド『ハッピーセット「スポンジ・ボブ」』のCMで、子供が大声で興奮しながらおもちゃを楽しむ演出に苦情が殺到し、2週間でCMが終了となった。また、このCMは販売終了前に公式サイトからも早い段階で削除された。
- 2011年3月11日に東日本大震災が発生。未曾有の大災害であることから、小林製薬などの一部企業が放送を続けた以外はほとんどの民間企業がCMの放送を自粛し、それらの穴埋めとしてACジャパンのCMが放送された。当初は「被災者に対する配慮」として視聴者からも理解を得られていたが、あまりにもその放送回数が多いことで、一部の視聴者から遂に「しつこい」などの苦情が寄せられ、ACジャパンが公式サイトで謝罪文を掲載する事態に発展した。4作から5作程度のバージョンしか用意されておらず、前年度以前の作品[237]を流す余裕がなかったこともあって、必然的に同じCMが回数多く放送されるため、心理的に「しつこい」と感じる遠因となった。CMの最後に流れる「AC」サウンドロゴを削除したバージョンも放送され、臨時CMも制作・放送された[238]。また、刃物を持って押し掛けるという脅迫電話をかけた者もいたという。こうした事態を受けてACジャパンは一部のCMの放送中止をテレビ局に依頼した。現在は、「AC」サウンドロゴを使用中止し、「ACジャパン」のナレーションが全国キャンペーン、地域キャンペーン、支援キャンペーン(15秒版）のCMで流れている。支援キャンペーンのCM(30秒版）では「ACジャパンは、この活動を支援しています」(声：林田尚親）のナレーションが流れている。
  - この副次的影響として、オール電化のCMが「節電の情勢にふさわしくない」という理由で、自主判断で打ち切った。メーカーの自主判断によりパチンコ・パチスロ機種のCM放送が激減した。
- 2012年2月下旬から3月初旬まで放送されたソフトバンクモバイルのCMで、出演者のトリンドル玲奈が「鳥取はまだ糸電話」と発言した上で、鳥取砂丘で糸電話で会話をするイメージ映像が流れるという内容に対し、鳥取県民などから「鳥取を小馬鹿にしている」などの批判的な意見があったため放送を打ち切り、別のCMに切り替えた[239]。
- 2012年3月に放送されたAKB48出演のUHA味覚糖「ぷっちょ」リレー編に「品位の欠けるCMはやめてほしい。」「食べ物を口移しでリレーするのは不衛生で気持ち悪い。」などの苦情がBPOに寄せられた[240]。一時放送を休止し、2012年6月にAKBメンバー本人の実写ではなく、AKB48ちょのアニメーションが口わたしをするものに差し替えた。
- サントリー黒烏龍茶のCMで、消費者庁から「偏食を助長する」というクレームがあった。当該CMはすでに放送を終了していたが、2012年秋以降のCMの内容を見直すこととなり、放送再開後は、最後に「くれぐれも食事はバランスよく」の字幕が追加された[241]。
- 2013年4月に発売したパナソニック「スマートビエラ」のCMで、民放連のガイドラインに抵触した問題があり、民放での放送ができなかった[242]。
- 2013年4月6日から4月18日まで放送されていたアサヒ飲料の缶コーヒー「ワンダ モーニングショット」の「ICカード編」のCMで、新人OL役のAKB48の島崎遥香が駆け足で会社の入館ゲートに向かうもICカードが反応せず、困惑していると後ろから先輩の男性社員がICカードをかざしゲートを開けるという内容にネット上で「セキュリティー上に問題がある」「他人のICカードで入館するのはセキュリティーに違反している」などの非難が浴びられ[243]、アサヒ飲料にも抗議が寄せられた。実際「CM上の演出です」と注意書きがされていたものの、アサヒ飲料は「CMの演出上の表現と考えているが、不快な思いをさせてしまい申しわけない」と謝罪[244][245][246]。
- 2013年4月24日から5月7日まで放送された日本コカ・コーラの炭酸飲料「カナダドライジンジャーエールFIBER8000」のCMで、「トクホウ（特報）！」などと表現していた。消費者庁は、CMを見た視聴者が「トクホ（特保）」と聞き間違える恐れがあるとして、4月下旬に改善指導。CM放映は5月7日に終了した。同社は、CMは期間限定だったため終了は予定通りと説明。「商品の特徴を効果的に伝えようと企画したCMだったが、一部で誤解した方がいたことは誠実に受け止めたい」とコメントした。CMは「トクホではありません」と字幕が記された[247]。CMの放送終了後、この商品は販売自体終了している。
- 2013年5月17日から6月6日まで放送された、アサヒビールの発泡酒「アサヒ スタイルフリー」のCMで、スリランカ中部にある世界遺産・シーギリヤの岩山「シーギリヤ・ロック」の頂上で出演者の長瀬智也と貫地谷しほりが発泡酒を手にパーティーを楽しんでいるという内容（実際はスタジオでの撮影と現地の空撮映像が合成されたもの）に対し、スリランカ国内で「文化遺産への冒涜だ」との批判が出てCMは中止された[248]。
- 2013年10月から放送された塩野義製薬と日本イーライリリーが共同で展開したうつ病啓発キャンペーンのCMで、体の痛みをうつ病の主症状として伝えたが、「うつ病が体の痛みを生むという科学的証拠はない」「薬を売るための過剰啓発だ」と医師や患者などから抗議を受け、2014年1月初めにナレーションを「痛みといった体の症状も表れます」から「表れることもあります」に変更した[249]。
- 2013年10月下旬から放送されたホクトのCMで、要潤が扮する「ホクトのきのこの精」が鈴木砂羽の演じる人妻の耳元で囁くなどしながらきのこについての話を口こむ、要が鈴木の手を下半身に導いた先にブナシメジのパックを握っているなどの演出が「不快」「子供に見せられない」「ストレートで下品」と問題になり、同月31日からこの2人のCMではなく、4種類のきのこの写真が入れ替わり表示されるだけのCMに差し替えられた[250]。
- 2014年1月17日から放送されたキリンビールの缶チューハイ「本搾り」のCMで、着ぐるみのカエルが登場する表現に「未成年者の関心を誘い、飲酒を誘発しかねない」とアルコール問題を扱う団体からの指摘があり、当初の放送予定より早い1月25日から放送を取りやめることとなった[251]。放送中止後、キャラクターを外国人に変えてCMを再開した。
- 2014年1月18日から放送されたANAのCMで、国際線の航空会社としてのイメージアップについて西島秀俊とバカリズムが英語で会話を交わし、最後にバカリズムが金髪のかつらとおもちゃの高い鼻を付けた姿になるという内容に対し、「外国人をステレオタイプ化していて人種差別的だ」との苦情があったため、1月20日に放送を中止し、内容を修正することになった[252]。
- 2014年2月1日から放送された東京ガスのCM『家族の絆・母からのエール』編で、就職活動に忙しく動き回る女子学生の演出がとても現実的で「リアルにできていて心が痛む」などのクレームが寄せられ、1か月足らずで打ち切りになった。一応1か月近くは放送されたためか、当初はさほど問題とされていなかったが、数か月ほどしてからTwitterなどで当CMが話題となり、逆に「感動的。観て泣いてしまった」と称賛する意見もある[253]。
- 2014年11月26日にWeb限定で公開された味の素ゼネラルフーヅ「ブレンディ」のCM「Blendy 特濃ムービーシアター「旅立ち」篇」が、2015年9月になってスパイクスアジアによる英語字幕付き動画が公開されたところ、牛の擬人化の表現などが世界中で物議を醸した。該当動画は2015年8月に削除されている[254]。
- 2015年1月に放送されたtoto BIGのCMで、当時起きていたISILによる日本人拘束事件に関連し、CM内の「五島」が後藤健二を、「締切迫る」が殺害時刻が迫っている事を連想させるとして日本スポーツ振興センターが予定より早く打ち切ることを決めた[255]。
- 2015年2月20日、消費者庁が空間用虫よけ剤について「表示根拠が不十分」だとして、アース製薬・興和・大日本除虫菊・フマキラーの4社に措置命令が出された[256]。これを受けて、空間用虫よけ剤のCM放送を一時的に中止した。
- 2015年3月に放送されたルミネのCMで「明らかにセクハラだ」と物議を醸して、YouTubeでの公開を1日で取りやめた[257]。
- 2015年3月30日から放送された日本マクドナルドの「てりたま『スマイル』」編の登場人物が鼻などについたタレを拭いながら食べるという内容に「汚い」「これを見て食べたくなる人がいるのか」という批判が集まり[258][259]、放映を予定より早く終了。「ドナルド・マクドナルド・ハウス『スマイルソックス』」編に差し替えられた。
- 2015年5月までに放送されていたライザップのCMに「30日間全額返金保証」の表記が消費者の誤解を招く恐れがあるとして、神戸市の適格消費者団体が抗議した[260]。この影響で、5月18日を以ってCMの放送が一時的に休止され、再開時は字幕が修正された。
- 2015年6月12日より放送された映画『呪怨 -ザ・ファイナル-』のテレビCMに対して、視聴者から「怖すぎる」という苦情が殺到した。これにより同CMを一時中断、17日から恐怖シーンの無いバージョンに差し替えられた[261][注釈 29]。
- 2015年5月25日に静岡県道127号線（通称:西伊豆スカイライン）で撮影された静岡マツダのCMが、8月に入ってから「公道での撮影にも拘らず、道路封鎖なし」「大手が公道でこんなことして良いのか」など、一般走行車の通行を妨げる方法で撮影をしていたことが、撮影当時に見物していた人物らからの指摘を受け、発覚した。このCMは静岡マツダが発注した広告代理店が行ったもので、当初、マツダ本社はマツダ本社による撮影を否定していた。静岡マツダは放送を中止し、行政処分等について「警察の指示に従う」としている[262]。
- 2015年10月から放送が開始された日産自動車「リーフ」のCMにて、同社が過去に製造したスポーツカー｢180SX(ただし車種名は明示されておらず、「SPORTS CAR」のみ表示)｣とリーフでドラッグレースを行う｣という内容であったが、180SXの外観がいかにもチューニングカーであることや｢加速の常識を覆す｣というキャッチコピーから、｢電気自動車は遅い｣というイメージを覆す意図が読み取れるものであったが、一部の車好きから、「過去の車をバカにするな」などの批判が寄せられたため、放映が中止された。
- 2016年3月30日から放送が開始された日清カップヌードルのCMで、演出内容に不適切なシーンがあるとの批判を受け、日清食品がCMの放送中止を決めた。内容は、ビートたけしが学長を務める大学で、矢口真里・小林幸子・新垣隆といった自身の不祥事で世間を騒がせた人物が自虐ネタを披露し、失敗から這い上がる力を与えたいという内容の物であったが、矢口の自虐ネタが不倫を題材としているため、批判の対象となった[263]。
- 2016年4月6日から放送が開始された日本マクドナルドの「グランドビッグマック」のCMは、予想以上の売れ行きで完売した店舗が続出したため、白鵬翔が出演するCMの放送を予定より早く終了し、別のCMに差し替えられた。
- 2016年8月2日にキリン・キリンビールがアニメ制作会社・Trigger（トリガー）と組み、動画投稿サイト・YouTubeで缶チューハイ「キリン氷結」のプロモーション動画を公開、テレビCMも放映されたが市民団体の苦言や反発もあり中止された。

- 2016年10月7日、資生堂の化粧品ブランド『インテグレート』のCMで「25歳からは女の子じゃない」という表現に「女性差別」「セクハラ」と批判が出たため、資生堂がテレビCMの放送を取りやめることを発表した。CMは10月1日から放送され、2つのバージョンが製作されていたが、2つとも放送中止となる[264]。
- 2016年10月に放送された三菱自動車の企業CM「秋 再出発篇」で、天体望遠鏡の鏡筒の向きが上下逆になっていたことが多数指摘され、渡部潤一国立天文台副台長もTwitterで「まずいなぁ、天体望遠鏡が逆じゃないかなぁ」とツイートした。CMは問題のシーンがカットされたものに修正された[265]。
- 2016年11月から放送されたP&Gの『ファブリーズ』のCMで、世界一臭い食べ物としてしられる「くさや」を使用した実験の演出にてくさやを臭がる過剰なリアクションにくさやの生産メーカー側が300年以上続く伝統食を侮辱するCMであるとしてクレームを付けた。これをうけてP&G側はCMを打ち切った[266]。CMは当初、YouTube上で公開されていたが、視聴者から「解かり易い演出」として好評だったため、テレビ放送する形になったものである。
- 2017年に放送されたアサヒ飲料・三ツ矢サイダーのCMで、芳根京子がトランペットを吹いている最中にいきなり背中を押されるシーンで、トランペット奏者の徳田知希がTwitterで「歯を折ったり、口唇裂傷につながる」と指摘[267]。これを重く見たアサヒ飲料は、このCMの放送打ち切りを決定、動画を削除した[268]。
- 2017年10月6日より放送が開始されたチケットキャンプと秘密結社 鷹の爪とのコラボCMについて、12月7日に運営会社であったフンザが商標権侵害で家宅捜索され、のちにチケットキャンプ自体がサービスを終了したことを受け、同日にCMの放送が打ち切られた。このCMは同年12月21日まで放送される予定だった。
- 2008年から放送されていたアディーレ法律事務所のCMについて「過払い金返還請求の着手金を今だけ無料」という宣伝でありながら、実際には約5年近くも同じ文句でCMを継続していた。これにより、2017年10月11日に東京弁護士会は同事務所を2か月、及び元代表弁護士を3か月の業務停止命令とする懲戒処分を下した[269]。これにより、お笑いコンビ・ブラックマヨネーズを起用したCMは打ち切られ、さらにスポンサーとなっていたテレビ番組は全てACジャパンのCMに差し替えられた。
- 2019年5月に行われていた資生堂「アネッサ」のCMだったが、女性差別のクレームが相次ぎプロモーションを中止した[270]。
- 2019年6月から7月に放送されていたセブン-イレブンの『7pay』のCMで、第三者による不正使用問題発覚のためCMを取り下げた。それ以降のタイムCMはACジャパンに差し替え、セブン-イレブン店頭における入口広告は、代替が用意されていないため、一時的に撤去されることとなった[271]。

#### 2020年代
- 2020年2月以降、2019新型コロナウイルス感染拡大によるCMへの影響は非常に大きく、各テーマパークや施設の休園、イベントの中止・延期、また除菌関連商品の完売及び生産が追い付かないことにより通常のCMを自粛し、多くがACジャパン及び政府広報などのCMへ差し替えとなった[272]。
  - 海外旅行が不可能となったため、JTB、HISなど旅行会社のCMは軒並み放送休止に追い込まれた。
  - 海外ロケが不可能となり、例年CMの撮影を海外で行っている「JR SKISKI」（JR東日本）のCMの制作が大幅に遅れるなどの影響が出た。
  - 東京ドームシティアトラクションズのCMのフレーズ「東京ドームシティで僕と握手！」が、コロナ禍で握手が出来なくなったため、「僕と握手」のフレーズを差し替える措置を行った。
  - JR東海は「そうだ 京都、行こう。」のCMを2022年6月まで休止する措置が執られた。
- 2020年4月1日から放送を予定していたSnow Manが出演のラウンドワンのCMは、岩本照の不祥事で放送が中止となり、更には上述した通り新型コロナウイルス感染症の拡大によって一時は全店舗が休業に追い込まれたことがあったことを鑑みて、最終的にはSnow Manのイメージキャラクターの起用とCMの放送が見送りとなった。翌2021年度も、新型コロナウイルス感染症の収束の見通しが立たなかったことから当初はCMの放送を見送り、アニメ『呪術廻戦』のキャラクターを起用したCMの放送が12月からと大きくずれ込んだ。
  - 2022年度はEXITを起用し、3年ぶりにCMの放送が本格的に再開された。
- 2020年6月24日、東京ミネルヴァ法律事務所が東京地方裁判所から破産開始決定を受け倒産[273]した。これにより、大量放映されていたCMが打ち切りとなった。
- 2021年2月、IndeedのCMで「あらゆる求人サイトの情報をまとめて検索できる」という謳い文句が、独占禁止法に違反するものとして、競合他社であるディップが抗議した。これを受け、Indeedは公開されていた動画を削除する措置を執った[274]。
- 2021年以降、以下のCMが「予想以上の売れ行きで休売・終売となった」のを理由に、CMの放送が打ち切り・休止・延期となるケースが相次いだ。
  - 2021年3月に放送されたファミリーマートのクリスピーチキンのCMは、予想以上の売れ行きで製造が追いつかず、販売休止が発表されたことを受け、CMの放送が一時的に休止された。
  - 2021年3月に放送された日本マクドナルドの『ハッピーセット「鬼滅の刃」』のCMは、予想以上の売れ行きで完売した店舗が続出したため、予定より早くCMの放送を終了した。
  - 日本コカ・コーラの「綾鷹カフェ 抹茶ラテ」と「コスタコーヒー」のCMが、予想以上の売れ行きを上げたことを理由にそれぞれ放送休止・延期となった。
  - 2021年4月から放送開始予定だったアサヒビールの『アサヒスーパードライ 生ジョッキ缶』の各種CMは、予想以上の売れ行きで製造が追いつかず、製造・販売の一時休止が発表された[275]ことを受け、CMの放送開始時期が6月ころからに延期された。
  - 9月17日には、アサヒビールの『アサヒ生ビール（マルエフ）』が予想以上の売れ行きによって販売を休止したため、新垣結衣を起用したCMの放送を急遽一時休止、11月に放送を再開した。
  - 2022年2月に放送された日本マクドナルドのひとくちチュロスが予想以上の売れ行きにより早期販売終了した店舗が相次いだことを受け、岡田将生と伊藤沙莉が出演していたCMの放送を予定より早く終了した。
  - 2022年3月に放送された日清食品「0秒チキンラーメン」が予想以上の売れ行きを記録したことで販売を休止[276]したため、髙橋ひかるが出演するCMの放送が休止に追い込まれた。
  - 2023年9月1日より放送されていた日本マクドナルドの『ハッピーセット「ちいかわ」』のCMは、予想以上の売れ行きで完売した店舗が続出したため、予定より早くCMの放送を終了した。
  - 2024年2・3月に発売された、日本マクドナルドの『ハッピーセット「星のカービィ」』が発売当日にほぼ全国の店舗で完売したことを受け、予定より早くCMの放送を終了した。
  - 2025年5月16日より放送された日本マクドナルドの『ハッピーセット「マインクラフト/ザ・ムービー」』のCMは、予想以上の売れ行きで完売した店舗が続出したため、予定より早くCMの放送を終了した。また、同じく同時期に放送された日本マクドナルドの『ハッピーセット「ちいかわ」』のCMも同様の理由から予定より早くCMの放送を終了した。
  - 2025年6月より放送されたミスタードーナツの『もっちゅりん「もちもちをその先へ」篇』のCMは、予想以上の売れ行きで完売した店舗が続出したため、今田美桜が出演するCMを予定より早く終了した。
- トヨタ自動車は、2021年7月23日から8月8日にかけて行われた2020年東京オリンピックに関係するCMの放送を中止し、通常のCMに差し替えることを7月19日に発表した。東京オリンピックは新型コロナウイルス感染症が流行する中での開催となり、その賛否や大会関係者の言動が多く炎上した経緯を踏まえ、トヨタ自動車は「色々なことが理解されない五輪である」と企業のイメージダウンを危惧することを理由に挙げている[277]。
- 2021年8月14日、「のむシリカ」を販売するQvouは、DaiGoが出演するCMの放送を中止すると発表した。同社はホームレスの炊き出しの支援活動を行っており、YouTubeでDaiGoがホームレスや生活保護受給者を差別する発言があったことからQvouが抗議したためである[278]。
- 2022年2月4日から20日にかけて行われた2022年北京オリンピックに関係するCMを自粛する企業が相次いだ。北京オリンピックは、中国との情勢緊迫が絡んでいることを受け、中国に対するイメージダウンを忌避したためだとされている[279]。
- 2022年7月8日に安倍晋三銃撃事件が発生したことを受け、自民党ほか各政党や多くの企業がCMを取りやめ、多数がACジャパンのCMに差し替えられた[280][281][282][283]。
- 2023年2月より同時多発的に発生している鳥インフルエンザの影響により卵の供給が停滞したことを受け、吉岡里帆が出演している日本マクドナルド「てりたま」のCMを3月14日を以て放送を休止する措置が取られた。
- 2023年4月以降、ダイハツ工業にて車両認証不正が発覚したため、同年5月以降、テレビCMの出稿を停止していた。また、新年の恒例CMである「大初夢フェア」の2023年度のCMの放送も行わなかった[284]（CMは2024年7月13日に再開[285]）。
- 2023年5月に放送された麒麟麦酒の『淡麗グリーンラベル』のCMで、鳥かごから2羽のインコが飛び立つシーンが愛鳥家から「肉食獣に捕食されるか餓死する」と問題点が指摘されたことを週刊女性が報じ、キリンは一時的に動画を非公開にし、該当箇所を修正する対応を行った[286]。
- 2023年7月頃､ビッグモーターはCM中止通知をラジオ局等に通知しているとされており、首都圏のあるラジオ局は「（7月）19日からは放送していない｣とした｡CMキャラクターの都合（下記）によりCM継続が困難であると判断したためと見られている｡[287]またCMキャラクターである佐藤隆太の所属事務所はCM契約解除に向けた協議を行っており､これには予てから報道されているビッグの保険金不正請求によりCM出演がイメージダウンになりかねないためと見られている｡[288]。今回は｢俳優の不祥事により企業がイメージダウンを恐れCMを打ち切る｣とは全く逆の､｢企業の不祥事によって俳優がイメージダウンを恐れCM出演を打ち切り、CM放送ができなくなる｣というケースとなった｡
- 2023年9月、表面化したジャニー喜多川の性加害問題を受け、当時ジャニーズ事務所（現・STARTO ENTERTAINMENT）に所属しているタレントを起用していたアサヒ飲料、日本マクドナルド、日本航空などといった複数の企業が軒並みCMを打ち切り、今後同事務所の所属タレントを一切起用しないという方針を出した。企業のジャニーズ広告採用の見送りが連鎖していく様子は「見送りドミノ」[289]「見直しドミノ」[290]と称され社会問題となった。
  - その後、日本マクドナルドはマックカフェのCMに木村拓哉に代わって志尊淳を、アサヒ飲料は三ツ矢サイダーのCMに横浜流星といきものがかりを、日本航空は櫻井翔と松本潤に代わって広瀬すずをそれぞれ起用するなど、脱ジャニーズが図られた。
  - 一方で、生田斗真やSexy zone（当時、現・timelesz）の菊池風磨を筆頭に4人の所属タレントを起用しているP&Gジャパンなどは「故ジャニー喜多川氏の問題。CMの放送中止などは考えていない」「タレントは被害者だ」との考えを示し、そのまま旧ジャニーズのタレントを起用し続けた企業もあったほか[291][292]、起用を見送った企業の多くは見送る期間を「今後の事務所による改善・救済・対策等が行われる事が確認できるまでの間」としており、後に起用を再開した企業も現れている。
- 2024年1月1日に令和6年能登半島地震が発生、お祝いムードはふさわしくないとして、『ウマ娘 プリティーダービー』（Cygames）の「ウマウマ年始」バージョンを中止する措置が取られた。
- 大谷翔平の専属通訳であった水原一平が2024年3月20日のMLB開幕戦直後に違法賭博問題に関与したとされたのを理由にロサンゼルス・ドジャースから解雇された。この事を受け、大谷と「ブランドパートナー」を結ぶ三菱UFJ銀行は「大谷翔平選手スペシャルサイト」を開設し、WebCMを5本公開していたが、このうち、「アプリで口座開設」などの2本が非公開となった。[293]
- 2024年3月22日、小林製薬は紅麹の成分を含む健康食品を摂取した人が腎臓の病気などを発症したことが報告されたと明らかにし、同成分を含む 製薬の紅麹の成分を含む「紅麹コレステヘルプ」「ナットウキナーゼさらさら粒GOLD」「ナイシヘルプ＋コレステロール」 健康食品を自主回収するとともに、使用を中止するよう呼びかけた。この問題により、 2024年3月22日以後「（ベニコウジの関連商品の購入者に対する）顧客・取引先の対応優先のため」として、同社が提供するすべてのコマーシャル放送を自粛し、後に紅麹事業から撤退せざるを得なくなった[294]。その後、4月以降における小林製薬のCMは、所謂商品回収を目的とした「お詫びCM」に差し替えられた[295]。同年9月にすべてのスポンサーから撤退。
- 2024年6月13日、日本コカ・コーラはコカ・コーラにおける音楽連動キャンペーンである“Coke STUDIO”の一環で製作されたMrs. GREEN APPLEの楽曲「コロンブス」のミュージックビデオの内容が不適切だとクレームがあったことを受け、同曲を使用したコマーシャルの全面打ち切りとYouTubeからの削除を行い、既に契約していた分はACジャパンに差し替えされた。これを機に日本コカ・コーラがユニバーサル ミュージック合同会社に申し合せる形でMrs. GREEN APPLEが「Coke STUDIOキャンペーン」におけるイメージキャラクターを降板させ、「Coke STUDIOライブ」の出演中止と全ての広告媒体から同アーティストを削除する措置を採られ、同アーティストの関連物（写真・ロゴタイプ）を利用した懸賞賞品もそれ以降からLINEポイントへの変更を余儀なくされた。
- 2024年9月1日より放送されていた、ライオンの「システマハグキプラスプレミアム」のCMについて、「冒頭の効果音が、緊急時の警告音（Jアラート）に似ている」との指摘を受けて、9月3日、ライオンは公式サイト上で同CMを放映中止したことを発表[296]。その後該当音声を変更した別バージョンに差し替えられた。
- 2025年1月、アサヒビールのCMに出演していた吉沢亮が、泥酔した状態で隣人の家に侵入したことで事情聴取されたことを受け、アサヒビールは「アルコール飲料会社として容認できる行為ではない」として、吉沢とのCM契約を解除する処分を下した。
- 2025年1月、 中居正広が一部週刊誌で女性とのトラブルが報じられたことを受け(中居正広・フジテレビ問題)、タイミーとソフトバンクは中居が出演・公開・放送していたCMを削除し、1月23日を以て中居が芸能界から引退したことを受け、タイミーとソフトバンクは、中居とのCM契約を終了した[297]。